# ラグビーワールドカップ2015のスコッド
ラグビーワールドカップ2015はラグビーユニオンの国際大会であり、2015年9月18日から10月31日にかけてイングランドおよびウェールズにおいて開催された。20のナショナルチームが参加し、各チームは31名の代表スコッドを選出した。この大会はワールドラグビーの運営であり、各チームは2015年8月31日の締切までに最終スコッドを確定し、ワールドラグビーにメンバーを提出した。この項目は、各チームのラグビーワールドカップ2015の代表スコッドを示したものである。
なお各チームの代表スコッドについて、医療上の理由あるいは道義上やむを得ない事情が発生した場合には、登録選手の交替をすることができる。ただし交替により登録を外れた選手は、同大会においてチームに復帰することはできない。また交替によってチームに加わった選手については、48時間の強制待機期間を経過しなければ試合に出場することはできない。
各チームの代表スコッドの名簿（後述）について、名前の後ろに記号「」が付与されている者は、当該チームにおけるキャプテンであることを表す。名簿上に示されている代表キャップ数や年齢などの詳細情報はすべて、2015年9月18日の大会初日時点のものである。

## 概略
| チーム           | ヘッドコーチ               | 主将                       |
| ---------------- | -------------------------- | -------------------------- |
| アルゼンチン     | ダニエル・ウルカデ         | アグスティン・クレービー   |
| オーストラリア   | マイケル・チェイカ         | スティーブン・ムーア       |
| カナダ           | キーラン・クロウリー       | タイラー・アードロン       |
| イングランド     | スチュアート・ランカスター | クリス・ロブシャー         |
| フィジー         | ジョン・ミッキー           | アカプシ・ンゲラ           |
| フランス         | フィリップ・サンタンドレ   | ティエリー・デュソトワール |
| ジョージア       | ミルトン・ヘイグ           | マムカ・ゴルゴゼ           |
| アイルランド     | ジョー・シュミット         | ポール・オコンネル         |
| イタリア         | ジャック・ブルネル         | セルジオ・パリセ           |
| 日本             | エディー・ジョーンズ       | リーチマイケル             |
| ナミビア         | フィリップ・デーヴィス     | ジャック・バーガー         |
| ニュージーランド | スティーブ・ハンセン       | リッチー・マコウ           |
| ルーマニア       | リン・ハウェル             | ミハイ・マコベイ           |
| サモア           | スティーブン・ベイサム     | オフィサ・トレヴィラナス   |
| スコットランド   | バーン・コッター           | グレイグ・レイドロー       |
| 南アフリカ共和国 | ハイネケ・メイヤー         | ジャン・デヴィリアス       |
| トンガ           | マナ・オタイ               | ニリ・ラトゥ               |
| アメリカ合衆国   | マイク・トルキン           | クリス・ワイレス           |
| ウルグアイ       | パブロ・レモイネ           | サンティアゴ・ビラセカ     |
| ウェールズ       | ウォーレン・ガットランド   | サム・ウォーバートン       |

## スコッド

### プールA

#### オーストラリア
8月21日、オーストラリアは代表スコッド31名を発表した。
1 ウィル・スケルトンとウィクリフ・パールーがウルグアイ戦で負傷し、9月29日にジェームス・ハンソンとサム・カーターが追加招集された。
ヘッドコーチ:  マイケル・チャイカ
| 選手                       | ポジション     | 誕生日 (年齢)          | キャップ | チーム               |
| -------------------------- | -------------- | ---------------------- | -------- | -------------------- |
| ジェームス・ハンソン 1     | フッカー       | 1988年9月15日（27歳）  | 10       | レッズ               |
| スティーブン・ムーア       | フッカー       | 1983年1月20日（32歳）  | 96       | ブランビーズ         |
| タタフ・ポロタナウ         | フッカー       | 1985年7月26日（30歳）  | 54       | ワラターズ           |
| グレッグ・ホームズ         | プロップ       | 1983年6月11日（32歳）  | 18       | レッズ               |
| セコペ・ケプ               | プロップ       | 1986年2月5日（29歳）   | 56       | ワラターズ           |
| スコット・シオ             | プロップ       | 1991年10月16日（23歳） | 10       | ブランビーズ         |
| ジェイムス・スリッパー     | プロップ       | 1989年6月6日（26歳）   | 68       | レッズ               |
| トビー・スミス             | プロップ       | 1988年10月10日（26歳） | 1        | レベルズ             |
| サム・カーター 1           | ロック         | 1989年10月10日（25歳） | 12       | ブランビーズ         |
| ケーン・ダグラス           | ロック         | 1989年6月1日（26歳）   | 16       | レッズ               |
| ディーン・マム             | ロック         | 1984年3月5日（31歳）   | 37       | ワラターズ           |
| ロブ・シモンズ             | ロック         | 1989年4月19日（26歳）  | 53       | レッズ               |
| ウィル・スケルトン 1       | ロック         | 1992年5月3日（23歳）   | 12       | ワラターズ           |
| スコット・ファーディー     | フランカー     | 1984年7月5日（31歳）   | 24       | ブランビーズ         |
| マイケル・フーパー         | フランカー     | 1991年10月29日（23歳） | 46       | ワラターズ           |
| ショーン・マクマーン       | フランカー     | 1994年6月18日（21歳）  | 4        | レベルズ             |
| デビッド・ポーコック       | フランカー     | 1988年4月23日（27歳）  | 50       | ブランビーズ         |
| ベン・マカルマン           | ナンバー8      | 1988年3月18日（27歳）  | 41       | ウェスタン・フォース |
| ウィクリフ・パールー 1     | ナンバー8      | 1982年7月27日（33歳）  | 56       | ワラターズ           |
| ウィル・ゲニア             | スクラムハーフ | 1988年1月17日（27歳）  | 60       | レッズ               |
| ニック・フィップス         | スクラムハーフ | 1989年1月9日（26歳）   | 32       | ワラターズ           |
| クエイド・クーパー         | フライハーフ   | 1988年4月5日（27歳）   | 57       | レッズ               |
| バーナード・フォーリー     | フライハーフ   | 1989年9月8日（26歳）   | 21       | ワラターズ           |
| カートリー・ビール         | センター       | 1989年1月6日（26歳）   | 53       | ワラターズ           |
| マット・ギタウ             | センター       | 1982年9月29日（32歳）  | 96       | トゥーロン           |
| テヴィタ・クリンドラニ     | センター       | 1991年3月31日（24歳）  | 24       | ブランビーズ         |
| マット・トゥームア         | センター       | 1990年1月2日（25歳）   | 25       | ブランビーズ         |
| アダム・アシュリークーパー | ウイング       | 1984年3月27日（31歳）  | 108      | ワラターズ           |
| ロブ・ホーン               | ウイング       | 1989年8月15日（26歳）  | 27       | ワラターズ           |
| ドリュー・ミッチェル       | ウイング       | 1984年3月26日（31歳）  | 65       | トゥーロン           |
| ヘンリー・スパイト         | ウイング       | 1988年3月25日（27歳）  | 4        | ブランビーズ         |
| ジョー・トマニ             | ウイング       | 1990年2月11日（25歳）  | 16       | ブランビーズ         |
| イズラエル・フォラウ       | フルバック     | 1989年4月3日（26歳）   | 33       | ワラターズ           |

#### イングランド
8月27日、イングランドは代表スコッド31名を発表した。
1 ビリー・ヴニポラがウェールズ戦で負傷し、9月28日にニック・イースターが追加招集された。
ヘッドコーチ:  スチュアート・ランカスター
| 選手                         | ポジション     | 誕生日 (年齢)          | キャップ | チーム                   |
| ---------------------------- | -------------- | ---------------------- | -------- | ------------------------ |
| ジェイミー・ジョージ         | フッカー       | 1990年10月22日（24歳） | 2        | サラセンズ               |
| ロブ・ウェバー               | フッカー       | 1986年8月1日（29歳）   | 13       | バース                   |
| トム・ヤングス               | フッカー       | 1987年1月28日（28歳）  | 24       | レスター・タイガース     |
| キーラン・ブルックス         | プロップ       | 1990年8月29日（25歳）  | 12       | ノーサンプトン・セインツ |
| ダン・コール                 | プロップ       | 1987年5月9日（28歳）   | 52       | レスター・タイガース     |
| ジョー・マーラー             | プロップ       | 1990年7月7日（25歳）   | 33       | ハーレクインズ           |
| マコ・ヴニポラ               | プロップ       | 1991年1月13日（24歳）  | 23       | サラセンズ               |
| デビッド・ウィルソン         | プロップ       | 1985年4月9日（30歳）   | 43       | バース                   |
| ジョージ・クルーズ           | ロック         | 1990年2月22日（25歳）  | 8        | サラセンズ               |
| ジョー・ローンチブリー       | ロック         | 1991年4月12日（24歳）  | 24       | ワスプス                 |
| コートニー・ローズ           | ロック         | 1989年2月23日（26歳）  | 40       | ノーサンプトン・セインツ |
| ジェフ・パーリング           | ロック         | 1983年10月28日（31歳） | 25       | エクセター・チーフス     |
| ジェームス・ハスケル         | フランカー     | 1985年4月2日（30歳）   | 60       | ワスプス                 |
| クリス・ロブシャー           | フランカー     | 1986年6月4日（29歳）   | 39       | ハーレクインズ           |
| トム・ウッド                 | フランカー     | 1986年11月3日（28歳）  | 38       | ノーサンプトン・セインツ |
| ニック・イースター 1         | ナンバー8      | 1978年8月15日（37歳）  | 52       | ハーレクインズ           |
| ベン・モーガン               | ナンバー8      | 1989年2月18日（26歳）  | 29       | グロスター               |
| ビリー・ヴニポラ 1           | ナンバー8      | 1992年11月3日（22歳）  | 19       | サラセンズ               |
| ダニー・ケア                 | スクラムハーフ | 1987年1月2日（28歳）   | 52       | ハーレクインズ           |
| リチャード・ウィグルスワース | スクラムハーフ | 1983年6月9日（32歳）   | 23       | サラセンズ               |
| ベン・ヤングス               | スクラムハーフ | 1989年9月5日（26歳）   | 49       | レスター・タイガース     |
| オーウェン・ファレル         | フライハーフ   | 1991年9月24日（23歳）  | 31       | サラセンズ               |
| ジョージ・フォード           | フライハーフ   | 1993年3月16日（22歳）  | 13       | バース                   |
| ブラッド・バリット           | センター       | 1986年8月7日（29歳）   | 23       | サラセンズ               |
| サム・バージェス             | センター       | 1988年12月14日（26歳） | 2        | バース                   |
| ジョナサン・ジョセフ         | センター       | 1991年5月21日（24歳）  | 13       | バース                   |
| ヘンリー・スレイド           | センター       | 1993年3月19日（22歳）  | 1        | エクセター・チーフス     |
| ジョニー・メイ               | ウイング       | 1990年4月1日（25歳）   | 16       | グロスター               |
| ジャック・ノーウェル         | ウイング       | 1993年4月11日（22歳）  | 9        | エクセター・チーフス     |
| アンソニー・ワトソン         | ウイング       | 1994年2月26日（21歳）  | 11       | バース                   |
| マイク・ブラウン             | フルバック     | 1985年9月4日（30歳）   | 39       | ハーレクインズ           |
| アレックス・グッド           | フルバック     | 1988年5月7日（27歳）   | 18       | サラセンズ               |

#### フィジー
8月21日、フィジーは代表スコッド31名を発表した。
1 ワイセア・ナヤザレヴがオーストラリア戦で負傷し、9月25日にティモジ・ナグサが追加招集された。
2 イセイ・ゾラティがオーストラリア戦で負傷し、9月27日にタニエラ・コロイが追加招集された。
ヘッドコーチ:  ジョン・ミッキー
| 選手                         | ポジション     | 誕生日 (年齢)          | キャップ | チーム                     |
| ---------------------------- | -------------- | ---------------------- | -------- | -------------------------- |
| スニア・コト                 | フッカー       | 1980年4月15日（35歳）  | 43       | ナルボンヌ                 |
| タレマイトンガ・トゥアパティ | フッカー       | 1984年8月16日（31歳）  | 29       | プロヴァンス               |
| ヴィリアメ・ヴェイコソ       | フッカー       | 1982年4月4日（33歳）   | 30       | ドンカスター               |
| リー＝ロイ・アタリフォ       | プロップ       | 1988年5月10日（27歳）  | 2        | スバ                       |
| イセイ・ゾラティ 2           | プロップ       | 1983年12月23日（31歳） | 7        | Nevers                     |
| タニエラ・コロイ 2           | プロップ       | 1990年2月8日（25歳）   | 2        | Mogliano                   |
| キャンピージ・マアフ         | プロップ       | 1984年12月19日（30歳） | 35       | プロヴァンス               |
| ペニ・ラヴァイ               | プロップ       | 1990年6月16日（25歳）  | 9        | ナドロガ                   |
| マナサ・サウロ               | プロップ       | 1989年4月6日（26歳）   | 24       | ティミショアラ・サラセンズ |
| テヴィタ・ザヴンバティ       | ロック         | 1987年8月12日（28歳）  | 8        | ウスター・ウォリアーズ     |
| レオネ・ナカラワ             | ロック         | 1988年4月2日（27歳）   | 31       | グラスゴー・ウォリアーズ   |
| アピ・ラトゥニヤラワ         | ロック         | 1983年1月23日（32歳）  | 16       | アジャン                   |
| ネミア・ソンゲタ             | ロック         | 1985年3月4日（30歳）   | 7        | ビアリッツ・オランピック   |
| アカプシ・ンゲラ             | フランカー     | 1984年4月24日（31歳）  | 47       | モンペリエ                 |
| マラカイ・ラヴロ             | フランカー     | 1983年9月22日（31歳）  | 34       | ステアウア・ブクレシュティ |
| ドミニコ・ワンガニンブロトゥ | フランカー     | 1986年4月20日（29歳）  | 24       | ブリーヴ                   |
| ペゼリ・ヤト                 | フランカー     | 1993年1月17日（22歳）  | 4        | クレルモン                 |
| サキウサ・マタンディンゴ     | ナンバー8      | 1982年8月8日（33歳）   | 20       | リヨン                     |
| ネタニ・タレイ               | ナンバー8      | 1983年3月19日（32歳）  | 30       | ハーレクインズ             |
| ネミア・ケナタレ             | スクラムハーフ | 1986年1月21日（29歳）  | 34       | Farul Constanța            |
| ニコラ・マタワル             | スクラムハーフ | 1989年3月8日（26歳）   | 26       | バース                     |
| ヘンリー・セニロリ           | スクラムハーフ | 1989年6月15日（26歳）  | 8        | 無所属                     |
| ジョシュ・マタヴェシ         | フライハーフ   | 1990年10月5日（24歳）  | 14       | オスプリーズ               |
| ベン・ヴォラヴォラ           | フライハーフ   | 1991年1月13日（24歳）  | 5        | ワラターズ                 |
| レヴァニ・ボティア           | センター       | 1988年4月28日（27歳）  | 5        | ラ・ロシェル               |
| ヴェレニキ・ゴネヴァ         | センター       | 1984年4月5日（31歳）   | 35       | レスター・タイガース       |
| ガビリエル・ロヴォンバラヴ   | センター       | 1985年6月20日（30歳）  | 20       | バイヨンヌ                 |
| ネマニ・ナドロ               | ウイング       | 1988年1月31日（27歳）  | 20       | クルセイダーズ             |
| ティモジ・ナグサ 1           | ウイング       | 1987年2月7日（28歳）   | 22       | モンペリエ                 |
| ワイセア・ナヤザレヴ 1       | ウイング       | 1990年6月26日（25歳）  | 11       | スタッド・フランセ         |
| アサエリ・ティコイロトマ     | ウイング       | 1986年6月24日（29歳）  | 14       | ロンドン・アイリッシュ     |
| キニ・ムリムリヴァル         | フルバック     | 1989年5月15日（26歳）  | 11       | ラ・ロシェル               |
| メトゥイセラ・タレンブラ     | フルバック     | 1991年5月20日（24歳）  | 16       | ボルドー・ベグル           |

#### ウルグアイ
8月30日、ウルグアイは代表スコッド31名を発表した。
ヘッドコーチ:  パブロ・レモイネ
| 選手                         | ポジション     | 誕生日 (年齢)          | キャップ | チーム                     |
| ---------------------------- | -------------- | ---------------------- | -------- | -------------------------- |
| ヘルマン・ケスレル           | フッカー       | 1994年7月1日（21歳）   | 11       | Los Cuervos                |
| ニコラス・クラッペンバッチ   | フッカー       | 1982年3月25日（33歳）  | 46       | Champagnat                 |
| カルロス・アルボレヤ         | プロップ       | 1985年7月23日（30歳）  | 50       | Trébol de Paysandú         |
| アレホ・コラル               | プロップ       | 1981年9月11日（34歳）  | 47       | SIC                        |
| オスカル・ドゥラン           | プロップ       | 1982年1月1日（33歳）   | 31       | カラスコ・ポロ             |
| マリオ・サガリオ             | プロップ       | 1986年6月29日（29歳）  | 47       | マシー                     |
| マテオ・サンギネッティ       | プロップ       | 1992年7月26日（23歳）  | 14       | Los Cuervos                |
| フランコ・ラマンナ           | ロック         | 1991年10月5日（23歳）  | 22       | カラスコ・ポロ             |
| マティアス・パロメケ         | ロック         | 1986年7月10日（29歳）  | 24       | Trébol de Paysandú         |
| サンティアゴ・ビラセカ       | ロック         | 1984年9月17日（31歳）  | 33       | オールド・ボーイス         |
| ホルヘ・セルビノ             | ロック         | 1991年12月27日（23歳） | 11       | オールド・クリスティアンス |
| アグスティン・アロンソ       | フランカー     | 1991年9月24日（23歳）  | 12       | MVCC                       |
| フェルナンド・バスコウ       | フランカー     | 1987年4月5日（28歳）   | 25       | Pucaru Stade Gaulois       |
| マティアス・ビエル           | フランカー     | 1993年12月16日（21歳） | 11       | オールド・クリスティアンス |
| フアン・デ・フレイタス       | フランカー     | 1989年12月13日（25歳） | 38       | Champagnat                 |
| フアン・マヌエル・ガミナラ   | フランカー     | 1989年5月1日（26歳）   | 23       | オールド・ボーイス         |
| ディエゴ・マグノ             | フランカー     | 1989年4月27日（26歳）  | 49       | MVCC                       |
| アレハンドロ・ニエト         | ナンバー8      | 1988年1月7日（27歳）   | 27       | Champagnat                 |
| アレホ・ドゥラン             | スクラムハーフ | 1991年5月20日（24歳）  | 31       | Trébol de Paysandú         |
| アグスティン・オルマエチェア | スクラムハーフ | 1991年3月8日（24歳）   | 23       | スタッド・モントワ         |
| フェリペ・ベルチェシ         | フライハーフ   | 1991年4月12日（24歳）  | 15       | カルカソンヌ               |
| マヌエル・ブレンヒオ         | フライハーフ   | 1994年4月28日（21歳）  | 10       | オールド・クリスティアンス |
| ホアキン・プラダ             | センター       | 1991年7月15日（24歳）  | 28       | Los Cuervos                |
| アルベルト・ロマン           | センター       | 1987年6月1日（28歳）   | 36       | Pucaru Stade Gaulois       |
| アンドレス・ビラセカ         | センター       | 1991年5月8日（24歳）   | 12       | オールド・ボーイス         |
| フランシスコ・ブランティ     | ウイング       | 1980年4月12日（35歳）  | 22       | Trébol de Paysandú         |
| ヘロニモ・エチェベリ         | ウイング       | 1988年1月11日（27歳）  | 42       | カラスコ・ポロ             |
| サンティアゴ・ジベルノー     | ウイング       | 1988年5月15日（27歳）  | 32       | カラスコ・ポロ             |
| レアンドロ・レイバス         | ウイング       | 1988年7月6日（27歳）   | 43       | オールド・クリスティアンス |
| ガストン・ミエレス           | フルバック     | 1989年10月5日（25歳）  | 37       | Valpolicella               |
| ロドリゴ・シルバ             | フルバック     | 1992年11月2日（22歳）  | 14       | カラスコ・ポロ             |

#### ウェールズ
8月31日、ウェールズは代表スコッド31名を発表した
リース・ウェッブ・リー・ハーフペニーがウォームアップゲームのイタリア戦で負傷し、マイク・フィリップス・エリ・ウォーカーが追加招集された
9月14日、エリ・ウォーカーが負傷し、ロス・モリアーティが追加召集された
1 コリー・アレンが開幕戦ウルグアイ戦で負傷し、9月21日にタイラー・モーガンが追加招集された。
2 ハラム・エイモス・スコット・ウィリアムズがイングランド戦で負傷し、9月28日にギャレス・アンスコム・ジェームズ・フックが追加招集された。
3 リアム・ウィリアムズがオーストラリア戦で負傷し、10月11日にエリ・ウォーカーが再び追加招集された。
ヘッドコーチ:  ウォーレン・ガットランド
| 選手                       | ポジション     | 誕生日 (年齢)          | キャップ | チーム                               |
| -------------------------- | -------------- | ---------------------- | -------- | ------------------------------------ |
| スコット・ボールドウィン   | フッカー       | 1988年7月12日（27歳）  | 10       | オスプリーズ                         |
| ケン・オーウェンズ         | フッカー       | 1987年1月3日（28歳）   | 29       | スカーレッツ                         |
| トマス・フランシス         | プロップ       | 1992年4月27日（23歳）  | 2        | エクセター・チーフス                 |
| ポール・ジェームズ         | プロップ       | 1982年5月13日（33歳）  | 62       | オスプリーズ                         |
| アーロン・ジャービス       | プロップ       | 1986年5月20日（29歳）  | 13       | オスプリーズ                         |
| ゲシン・ジェンキンス       | プロップ       | 1980年11月17日（34歳） | 116      | カーディフ・ブルーズ                 |
| サムソン・リー             | プロップ       | 1992年11月30日（22歳） | 12       | スカーレッツ                         |
| ジェイク・ボール           | ロック         | 1991年6月21日（24歳）  | 14       | スカーレッツ                         |
| ルーク・チャータリス       | ロック         | 1983年3月9日（32歳）   | 57       | ラシン92                             |
| ブラッドリー・デーヴィス   | ロック         | 1987年1月9日（28歳）   | 46       | ロンドン・ワスプス                   |
| ドミニク・デイ             | ロック         | 1985年8月22日（30歳）  | 2        | バース                               |
| アラン・ウィン・ジョーンズ | ロック         | 1985年9月19日（29歳）  | 90       | オスプリーズ                         |
| ジェームズ・キング         | フランカー     | 1990年7月24日（25歳）  | 6        | オスプリーズ                         |
| ダン・リディエイト         | フランカー     | 1987年12月18日（27歳） | 47       | オスプリーズ                         |
| ロス・モリアーティ         | フランカー     | 1994年4月18日（21歳）  | 2        | グロスター                           |
| ジャスティン・ティプリック | フランカー     | 1989年8月6日（26歳）   | 33       | オスプリーズ                         |
| サム・ウォーバートン       | フランカー     | 1988年10月5日（26歳）  | 55       | カーディフ・ブルーズ                 |
| タウルペ・ファレタウ       | ナンバー8      | 1990年11月12日（24歳） | 48       | ニューポート・グウェント・ドラゴンズ |
| ガレス・デーヴィス         | スクラムハーフ | 1990年8月18日（25歳）  | 4        | スカーレッツ                         |
| マイク・フィリップス       | スクラムハーフ | 1982年8月29日（33歳）  | 94       | ラシン92                             |
| ロイド・ウィリアムズ       | スクラムハーフ | 1989年11月30日（25歳） | 19       | カーディフ・ブルーズ                 |
| ギャレス・アンスコム 2     | フライハーフ   | 1991年5月10日（24歳）  | 1        | カーディフ・ブルーズ                 |
| ダン・ビガー               | フライハーフ   | 1989年10月16日（25歳） | 35       | オスプリーズ                         |
| リース・プリーストランド   | フライハーフ   | 1987年1月9日（28歳）   | 35       | バース                               |
| コリー・アレン 1           | センター       | 1993年2月11日（22歳）  | 3        | カーディフ・ブルーズ                 |
| ジェームズ・フック 2       | センター       | 1985年6月27日（30歳）  | 78       | グロスター                           |
| タイラー・モーガン 1       | センター       | 1995年9月2日（20歳）   | 1        | ニューポート・グウェント・ドラゴンズ |
| ジェイミー・ロバーツ       | センター       | 1986年11月8日（28歳）  | 70       | ハーレクインズ                       |
| スコット・ウィリアムズ 2   | センター       | 1990年10月10日（24歳） | 32       | スカーレッツ                         |
| ハラム・エイモス 2         | ウイング       | 1994年9月24日（20歳）  | 3        | ニューポート・グウェント・ドラゴンズ |
| アレックス・カスバート     | ウイング       | 1990年4月5日（25歳）   | 35       | カーディフ・ブルーズ                 |
| ジョージ・ノース           | ウイング       | 1992年4月13日（23歳）  | 51       | ノーサンプトン・セインツ             |
| エリ・ウォーカー 3         | ウイング       | 1992年3月28日（23歳）  | 1        | オスプリーズ                         |
| マシュー・モーガン         | フルバック     | 1992年4月23日（23歳）  | 3        | ブリストル・ラグビー                 |
| リアム・ウィリアムズ 3     | フルバック     | 1991年4月9日（24歳）   | 23       | スカーレッツ                         |

### プールB

#### 日本
8月31日、日本は代表スコッド31名を発表した。
ヘッドコーチ:  エディー・ジョーンズ
| 選手                       | ポジション     | 誕生日 (年齢)          | キャップ | チーム                                      |
| -------------------------- | -------------- | ---------------------- | -------- | ------------------------------------------- |
| 堀江翔太                   | フッカー       | 1986年1月21日（29歳）  | 38       | パナソニック ワイルドナイツ                 |
| 木津武士                   | フッカー       | 1988年7月15日（27歳）  | 37       | 神戸製鋼コベルコスティーラーズ              |
| 湯原祐希                   | フッカー       | 1984年1月21日（31歳）  | 22       | 東芝ブレイブルーパス                        |
| 畠山健介                   | プロップ       | 1985年8月2日（30歳）   | 68       | サントリーサンゴリアス                      |
| 稲垣啓太                   | プロップ       | 1990年6月2日（25歳）   | 6        | パナソニック ワイルドナイツ                 |
| 三上正貴                   | プロップ       | 1988年6月4日（27歳）   | 29       | 東芝ブレイブルーパス                        |
| 山下裕史                   | プロップ       | 1986年1月1日（29歳）   | 45       | 神戸製鋼コベルコスティーラーズ              |
| 伊藤鐘史                   | ロック         | 1980年12月2日（34歳）  | 34       | 神戸製鋼コベルコスティーラーズ              |
| 真壁伸弥                   | ロック         | 1987年3月26日（28歳）  | 31       | サントリーサンゴリアス                      |
| 大野均                     | ロック         | 1978年5月6日（37歳）   | 94       | 東芝ブレイブルーパス                        |
| トンプソンルーク           | ロック         | 1981年4月16日（34歳）  | 58       | 近鉄ライナーズ                              |
| マイケル・ブロードハースト | フランカー     | 1986年10月30日（28歳） | 22       | リコーブラックラムズ                        |
| アイブスジャスティン       | フランカー     | 1984年5月24日（31歳）  | 29       | キヤノンイーグルス                          |
| リーチマイケル             | フランカー     | 1988年10月7日（26歳）  | 43       | チーフス                                    |
| ツイヘンドリック           | フランカー     | 1987年12月13日（27歳） | 32       | クイーンズランド・レッズ                    |
| ホラニ龍コリニアシ         | ナンバー8      | 1981年10月25日（33歳） | 41       | パナソニック ワイルドナイツ                 |
| アマナキ・レレィ・マフィ   | ナンバー8      | 1990年1月11日（25歳）  | 3        | NTTコミュニケーションズシャイニングアークス |
| 日和佐篤                   | スクラムハーフ | 1987年5月22日（28歳）  | 47       | サントリーサンゴリアス                      |
| 田中史朗                   | スクラムハーフ | 1985年1月3日（30歳）   | 49       | ハイランダーズ                              |
| 立川理道                   | フライハーフ   | 1989年12月2日（25歳）  | 38       | クボタスピアーズ                            |
| 小野晃征                   | フライハーフ   | 1987年4月17日（28歳）  | 29       | サントリーサンゴリアス                      |
| 松島幸太朗                 | センター       | 1993年2月26日（22歳）  | 12       | サントリーサンゴリアス                      |
| マレ・サウ                 | センター       | 1987年10月13日（27歳） | 23       | ヤマハ発動機ジュビロ                        |
| 田村優                     | センター       | 1989年1月9日（26歳）   | 32       | NECグリーンロケッツ                         |
| クレイグ・ウィング         | センター       | 1979年12月26日（35歳） | 10       | 神戸製鋼コベルコスティーラーズ              |
| 藤田慶和                   | ウイング       | 1993年10月8日（21歳）  | 27       | 早稲田大学                                  |
| 福岡堅樹                   | ウイング       | 1992年9月7日（23歳）   | 15       | 筑波大学                                    |
| カーン・ヘスケス           | ウイング       | 1985年8月1日（30歳）   | 9        | 宗像サニックスブルース                      |
| 廣瀬俊朗                   | ウイング       | 1981年10月17日（33歳） | 28       | 東芝ブレイブルーパス                        |
| 山田章仁                   | ウイング       | 1985年7月26日（30歳）  | 13       | パナソニック ワイルドナイツ                 |
| 五郎丸歩                   | フルバック     | 1986年3月1日（29歳）   | 52       | ヤマハ発動機ジュビロ                        |

#### サモア
8月11日、サモアは代表スコッド31名を発表した
ファアティンガ・レマルが負傷し、8月24日にファイフィリ・レヴァヴェが追加招集された。
ローゴービー・マリポラーが負傷し、9月11日にセンスス・ジョンストンが追加招集された。
ヘッドコーチ:  スティーブン・ベイサム
| 選手                         | ポジション     | 誕生日 (年齢)          | キャップ | チーム                       |
| ---------------------------- | -------------- | ---------------------- | -------- | ---------------------------- |
| オーレ・アヴェイ             | フッカー       | 1983年6月13日（32歳）  | 21       | ボルドー・ベグル             |
| マートゥリマヌ・レイアタウア | フッカー       | 1986年12月26日（28歳） | 8        | オーリヤック                 |
| モトゥ・マトゥウ             | フッカー       | 1987年4月30日（28歳）  | 3        | ハリケーンズ                 |
| ヴィリアム・アファティア     | プロップ       | 1990年5月24日（25歳）  | 11       | アジャン                     |
| ジェイク・グレイ             | プロップ       | 1984年2月17日（31歳）  | 4        | SCOPA                        |
| センスス・ジョンストン       | プロップ       | 1981年5月6日（34歳）   | 48       | トゥールーズ                 |
| アンソニー・ペレニーズ       | プロップ       | 1982年10月18日（32歳） | 24       | ブリストル                   |
| サカリア・タウラフォ         | プロップ       | 1983年1月29日（32歳）  | 36       | スタッド・フランセ           |
| フィロ・パウロ               | ロック         | 1987年11月6日（27歳）  | 18       | ベネットン                   |
| ジョー・テコリ               | ロック         | 1983年12月17日（31歳） | 32       | トゥールーズ                 |
| ケーン・トンプソン           | ロック         | 1982年1月9日（33歳）   | 31       | ニューカッスル・ファルコンズ |
| マウリエ・ファーサヴァル     | フランカー     | 1980年1月12日（35歳）  | 25       | オヨナ                       |
| アラフォティ・ファオシリバ   | フランカー     | 1985年10月28日（29歳） | 13       | バース                       |
| ジャック・ラム               | フランカー     | 1987年11月18日（27歳） | 15       | ブリストル                   |
| ファイフィリ・レヴァヴェ     | フランカー     | 1986年1月15日（29歳）  | 6        | 無所属                       |
| オフィサ・トレヴィラナス     | フランカー     | 1984年3月31日（31歳）  | 32       | ロンドン・アイリッシュ       |
| TJ・イオアネ                 | ナンバー8      | 1989年5月9日（26歳）   | 6        | セール・シャークス           |
| ヴァヴァエ・トゥイランギ     | ナンバー8      | 1988年6月15日（27歳）  | 4        | カルカソンヌ                 |
| ヴァヴァオ・アフェマイ       | スクラムハーフ | 1992年2月18日（23歳）  | 5        | Vaiala                       |
| カン・フォトゥアリー         | スクラムハーフ | 1982年5月22日（33歳）  | 24       | ノーサンプトン・セインツ     |
| パトリック・ファーパレ       | フライハーフ   | 1991年3月5日（24歳）   | 6        | Vaiala                       |
| トゥシ・ピシ                 | フライハーフ   | 1982年6月18日（33歳）  | 21       | サントリーサンゴリアス       |
| マイク・スタンレー           | フライハーフ   | 1989年12月29日（25歳） | 6        | 無所属                       |
| レイ・リーロ                 | センター       | 1987年2月20日（28歳）  | 2        | カーディフ・ブルーズ         |
| ジョニー・レオタ             | センター       | 1984年1月21日（31歳）  | 19       | セール・シャークス           |
| ポール・ペレズ               | センター       | 1986年7月26日（29歳）  | 11       | シャークス                   |
| ジョージ・ピシ               | センター       | 1986年6月29日（29歳）  | 17       | ノーサンプトン・セインツ     |
| ファートイナ・アウタガバイア | ウイング       | 1988年9月18日（27歳）  | 16       | USONヌヴェール               |
| ケン・ピシ                   | ウイング       | 1989年2月24日（26歳）  | 6        | ノーサンプトン・セインツ     |
| アレサナ・トゥイランギ       | ウイング       | 1981年2月24日（34歳）  | 34       | ニューカッスル・ファルコンズ |
| ティム・ナナイ＝ウィリアムズ | フルバック     | 1989年6月12日（26歳）  | 1        | リコーブラックラムズ         |

#### スコットランド
9月1日、スコットランドは代表スコッド31名を発表した
スチュアート・マッキナリーが負傷し、9月14日にケビン・ブライスが追加招集された。
1 グラント・ギルクリストが負傷し、9月29日にブレア・カーワンが追加招集された。
2 ライアン・グラントが負傷し、10月17日にローリー・サザーランドが追加招集された
ヘッドコーチ:  バーン・コッター
| 選手                       | ポジション     | 誕生日 (年齢)          | キャップ | チーム                       |
| -------------------------- | -------------- | ---------------------- | -------- | ---------------------------- |
| フレーザー・ブラウン       | フッカー       | 1989年6月20日（26歳）  | 10       | グラスゴー・ウォリアーズ     |
| ケビン・ブライス           | フッカー       | 1988年9月7日（27歳）   | 2        | グラスゴー・ウォリアーズ     |
| ロス・フォード             | フッカー       | 1984年4月23日（31歳）  | 89       | エディンバラ                 |
| アラスデア・ディッキンソン | プロップ       | 1983年9月11日（32歳）  | 47       | エディンバラ                 |
| ライアン・グラント 2       | プロップ       | 1985年10月8日（29歳）  | 23       | グラスゴー・ウォリアーズ     |
| WP・ネル                   | プロップ       | 1986年4月30日（29歳）  | 3        | エディンバラ                 |
| ゴードン・リード           | プロップ       | 1987年3月4日（28歳）   | 12       | グラスゴー・ウォリアーズ     |
| ローリー・サザーランド 2   | プロップ       | 1992年8月24日（23歳）  | 0        | エディンバラ                 |
| ジョン・ウェルシュ         | プロップ       | 1986年10月13日（28歳） | 7        | ニューカッスル・ファルコンズ |
| グラント・ギルクリスト 1   | ロック         | 1990年8月9日（25歳）   | 10       | エディンバラ                 |
| ジョニー・グレイ           | ロック         | 1994年3月14日（21歳）  | 15       | グラスゴー・ウォリアーズ     |
| リッチー・グレイ           | ロック         | 1989年8月24日（26歳）  | 46       | カストル                     |
| ティム・スウィンソン       | ロック         | 1987年2月17日（28歳）  | 13       | グラスゴー・ウォリアーズ     |
| ブレア・カーワン 1         | フランカー     | 1986年4月21日（29歳）  | 13       | ロンドン・アイリッシュ       |
| ジョン・ハーディー         | フランカー     | 1988年7月27日（27歳）  | 2        | 無所属                       |
| アラスデア・ストロコッシュ | フランカー     | 1983年2月21日（32歳）  | 46       | ペルピニャン                 |
| ライアン・ウィルソン       | フランカー     | 1989年5月18日（26歳）  | 11       | グラスゴー・ウォリアーズ     |
| デビッド・デントン         | ナンバー8      | 1990年2月5日（25歳）   | 28       | エディンバラ                 |
| ジョシュ・ストラウス       | ナンバー8      | 1986年10月23日（28歳） | 0        | グラスゴー・ウォリアーズ     |
| サム・イダルゴ＝クライン   | スクラムハーフ | 1993年8月4日（22歳）   | 7        | エディンバラ                 |
| グレイグ・レイドロー       | スクラムハーフ | 1985年10月12日（29歳） | 41       | グロスター                   |
| ヘンリー・ピルゴス         | スクラムハーフ | 1989年7月9日（26歳）   | 16       | グラスゴー・ウォリアーズ     |
| フィン・ラッセル           | フライハーフ   | 1992年9月23日（22歳）  | 11       | グラスゴー・ウォリアーズ     |
| ダンカン・ウィアー         | フライハーフ   | 1991年5月10日（24歳）  | 19       | グラスゴー・ウォリアーズ     |
| マーク・ベネット           | センター       | 1993年2月3日（22歳）   | 9        | グラスゴー・ウォリアーズ     |
| ピーター・ホーン           | センター       | 1989年10月5日（25歳）  | 10       | グラスゴー・ウォリアーズ     |
| マット・スコット           | センター       | 1990年9月30日（24歳）  | 29       | エディンバラ                 |
| リッチー・バーノン         | センター       | 1987年7月7日（28歳）   | 22       | グラスゴー・ウォリアーズ     |
| ショーン・ラモント         | ウイング       | 1981年1月15日（34歳）  | 97       | グラスゴー・ウォリアーズ     |
| ショーン・メイトランド     | ウイング       | 1988年9月14日（27歳）  | 16       | ロンドン・アイリッシュ       |
| トミー・シーモア           | ウイング       | 1988年7月1日（27歳）   | 18       | グラスゴー・ウォリアーズ     |
| ティム・ビッサー           | ウイング       | 1987年5月29日（28歳）  | 21       | ハーレクインズ               |
| スチュアート・ホッグ       | フルバック     | 1992年6月24日（23歳）  | 33       | グラスゴー・ウォリアーズ     |

#### 南アフリカ共和国
8月28日、南アフリカ共和国は代表スコッド31名を発表した
1 主将ジャン・デヴィリアスがサモア戦で負傷し、9月27日にジャン・サーフォンテインが追加招集された。
ヘッドコーチ:  ハイネケ・メイヤー
| 選手                         | ポジション     | 誕生日 (年齢)          | キャップ | チーム                   |
| ---------------------------- | -------------- | ---------------------- | -------- | ------------------------ |
| スカルク・ブリッツ           | フッカー       | 1981年5月16日（34歳）  | 8        | サラセンズ               |
| ビスマルク・デュプレッシー   | フッカー       | 1984年5月22日（31歳）  | 73       | シャークス               |
| アドリアン・ストラウス       | フッカー       | 1985年11月18日（29歳） | 48       | ブルズ                   |
| ヤニー・デュプレッシー       | プロップ       | 1982年11月16日（32歳） | 64       | シャークス               |
| フランス・マルハーバ         | プロップ       | 1991年3月14日（24歳）  | 6        | ストーマーズ             |
| テンダイ・ムタワリラ         | プロップ       | 1985年8月1日（30歳）   | 68       | シャークス               |
| トレヴァー・ニャカニ         | プロップ       | 1989年5月4日（26歳）   | 16       | ブルズ                   |
| コーニー・ウーストハイゼン   | プロップ       | 1989年3月22日（26歳）  | 21       | チーターズ               |
| ローデ・デヤハー             | ロック         | 1992年12月17日（22歳） | 12       | チーターズ               |
| ピーターステフ・デュトイ     | ロック         | 1992年8月20日（23歳）  | 4        | シャークス               |
| エベン・エツベス             | ロック         | 1991年10月29日（23歳） | 37       | ストーマーズ             |
| ヴィクター・マットフィールド | ロック         | 1977年5月11日（38歳）  | 123      | ブルズ                   |
| ウィレム・アルバーツ         | フランカー     | 1984年5月11日（31歳）  | 33       | シャークス               |
| スカルク・バーガー           | フランカー     | 1983年4月13日（32歳）  | 79       | ストーマーズ             |
| シヤ・コリシ                 | フランカー     | 1991年6月16日（24歳）  | 11       | ストーマーズ             |
| フランソワ・ロウ             | フランカー     | 1985年6月15日（30歳）  | 36       | バース・ラグビー         |
| ドウェイン・フェルミューレン | ナンバー8      | 1986年7月3日（29歳）   | 29       | ストーマーズ             |
| フーリー・デュプレア         | スクラムハーフ | 1982年3月24日（33歳）  | 70       | サントリーサンゴリアス   |
| ルディ・ペイジ               | スクラムハーフ | 1989年8月2日（26歳）   | 0        | ブルズ                   |
| ルアン・ピナール             | スクラムハーフ | 1984年3月10日（31歳）  | 84       | アルスター               |
| パトリック・ランビー         | フライハーフ   | 1990年10月17日（24歳） | 44       | シャークス               |
| ハンドレ・ポラード           | フライハーフ   | 1994年3月9日（21歳）   | 13       | ブルズ                   |
| モルネ・ステイン             | フライハーフ   | 1984年7月11日（31歳）  | 59       | スタッド・フランセ・パリ |
| ダミアン・デアレンディ       | センター       | 1991年11月25日（23歳） | 7        | ストーマーズ             |
| ジャン・デヴィリアス 1       | センター       | 1981年2月24日（34歳）  | 107      | ストーマーズ             |
| ジェシー・クリエル           | センター       | 1994年2月15日（21歳）  | 4        | ブルズ                   |
| ジャン・サーフォンテイン 1   | センター       | 1993年4月15日（22歳）  | 21       | ブルズ                   |
| ブライアン・ハバナ           | ウイング       | 1983年6月12日（32歳）  | 110      | RCトゥーロン             |
| ルワジ・ンヴォヴォ           | ウイング       | 1986年6月3日（29歳）   | 13       | シャークス               |
| JP・ピーターセン             | ウイング       | 1986年7月12日（29歳）  | 60       | シャークス               |
| ザイン・カーシュナー         | フルバック     | 1984年6月16日（31歳）  | 30       | レンスター               |
| ウィリー・ルルー             | フルバック     | 1989年8月18日（26歳）  | 28       | チーターズ               |

#### アメリカ合衆国
9月1日、アメリカ合衆国は代表スコッド31名を発表した
スコット・ラバラが練習中に負傷し、9月3日にマット・トゥルヴィルが追加招集された。
ヘッドコーチ:  マイク・トルキン
| 選手                         | ポジション     | 誕生日 (年齢)          | キャップ | チーム                       |
| ---------------------------- | -------------- | ---------------------- | -------- | ---------------------------- |
| ザック・フィノグリオ         | フッカー       | 1989年7月29日（26歳）  | 13       | グレンデール・ラプターズ     |
| フィル・ティール             | フッカー       | 1984年10月29日（30歳） | 32       | Life University              |
| クリス・バウマン             | プロップ       | 1987年5月18日（28歳）  | 4        | Santa Monica                 |
| エリック・フライ             | プロップ       | 1987年9月14日（28歳）  | 33       | ニューカッスル・ファルコンズ |
| オリーブ・キリフィ           | プロップ       | 1986年9月28日（28歳）  | 12       | シアトル・サラセンズ         |
| ティティ・ラモシテレ         | プロップ       | 1995年2月11日（20歳）  | 13       | サラセンズ                   |
| マテキトンガ・モエアキオラ   | プロップ       | 1978年5月16日（37歳）  | 31       | カスタネット                 |
| ジョー・タウフェテ           | プロップ       |                        | 0        | Belmont Shore                |
| キャメロン・ドラン           | ロック         | 1990年3月2日（25歳）   | 16       | カーディフ・ブルーズ         |
| グレッグ・ピーターソン       | ロック         | 1991年3月26日（24歳）  | 8        | グラスゴー・ウォリアーズ     |
| ヘイデン・スミス             | ロック         | 1985年4月10日（30歳）  | 26       | サラセンズ                   |
| ルイス・スタンフィル         | ロック         | 1985年5月30日（30歳）  | 55       | シアトル・サラセンズ         |
| アンドリュー・デュルタロ     | フランカー     | 1987年10月25日（27歳） | 9        | USAセブンズ                  |
| マット・トゥルヴィル         | フランカー     | 1986年6月9日（29歳）   | 4        | シアトル・サラセンズ         |
| アラステア・マクファーランド | フランカー     | 1989年6月2日（26歳）   | 5        | NYAC                         |
| ジョン・クィル               | フランカー     | 1990年3月10日（25歳）  | 14       | NYAC                         |
| ダニー・バレット             | ナンバー8      | 1990年3月23日（25歳）  | 9        | USAセブンズ                  |
| サム・マノア                 | ナンバー8      | 1985年3月5日（30歳）   | 11       | トゥーロン                   |
| ニック・クルーガー           | スクラムハーフ | 1991年10月9日（23歳）  | 1        | Glendale Raptors             |
| マイク・ペトリ               | スクラムハーフ | 1984年8月16日（31歳）  | 54       | NYAC                         |
| AJ・マクギンティ             | フライハーフ   | 1990年2月26日（25歳）  | 5        | Life University              |
| シャローム・スニウラ         | フライハーフ   | 1988年5月6日（27歳）   | 14       | シアトル・サラセンズ         |
| シーマス・ケリー             | センター       | 1991年5月30日（24歳）  | 20       | SFGG                         |
| ファラウ・ニウア             | センター       | 1985年1月27日（30歳）  | 15       | USAセブンズ                  |
| スレトン・パラモ             | センター       | 1988年9月22日（26歳）  | 10       | ロンドン・ウェルシュ         |
| アンドリュー・スニウラ       | センター       | 1987年9月29日（27歳）  | 37       | CSM București                |
| タクズワ・ングウェニア       | ウイング       | 1985年7月22日（30歳）  | 32       | ビアリッツ・オランピック     |
| ブレイン・スカリー           | ウイング       | 1988年2月29日（27歳）  | 26       | カーディフ・ブルーズ         |
| ザック・テスト               | ウイング       | 1989年10月13日（25歳） | 4        | USAセブンズ                  |
| ブレット・トンプソン         | ウイング       | 1990年8月17日（25歳）  | 4        | USAセブンズ                  |
| クリス・ワイレス             | フルバック     | 1983年9月13日（32歳）  | 50       | サラセンズ                   |

### プールC

#### アルゼンチン
8月16日、アルゼンチンは代表スコッド31名を発表した。
マティアス・ディアスが負傷し、フアン・パブロ・オルランディが追加召集された。
1 ナウエル・テタス・チャパロが練習中に負傷し、10月15日にフアン・フィガロが追加招集された。
2 南アフリカとの3位決定戦でアグスティン・クレービーの負傷にて代役フッカーをルーカス・ノゲラ・パスが務めた。しかしマルコス・アジェルサが練習中の怪我で参加できなくなってサンティアゴ・ガルシア・ボッタが追加召集された。そして彼がプロップで出場した。
ヘッドコーチ:  ダニエル・ウルカデ
| 選手                               | ポジション     | 誕生日 (年齢)          | キャップ | チーム                       |
| ---------------------------------- | -------------- | ---------------------- | -------- | ---------------------------- |
| アグスティン・クレービー           | フッカー       | 1985年3月15日（30歳）  | 40       | UAR                          |
| フリアン・モントーヤ               | フッカー       | 1993年10月29日（21歳） | 9        | UAR                          |
| マルコス・アジェルサ 2             | プロップ       | 1983年1月12日（32歳）  | 60       | レスター・タイガース         |
| フアン・フィガロ 1                 | プロップ       | 1988年3月25日（27歳）  | 22       | サラセンズ                   |
| サンティアゴ・ガルシア・ボッタ 2   | プロップ       | 1992年6月19日（23歳）  | 5        | UAR                          |
| ラミロ・エレーラ                   | プロップ       | 1989年2月14日（26歳）  | 13       | UAR                          |
| ルーカス・ノゲラ・パス             | プロップ       | 1993年5月10日（22歳）  | 16       | UAR                          |
| フアン・パブロ・オルランディ       | プロップ       | 1983年6月20日（32歳）  | 16       | 無所属                       |
| ナウエル・テタス・チャパロ 1       | プロップ       | 1989年11月6日（25歳）  | 20       | UAR                          |
| マティアス・アレマノ               | ロック         | 1991年12月5日（23歳）  | 14       | UAR                          |
| マリアノ・ガラルサ                 | ロック         | 1986年11月12日（28歳） | 24       | グロスター                   |
| トマス・ラバニーニ                 | ロック         | 1993年1月22日（22歳）  | 21       | UAR                          |
| ギド・ペティ                       | ロック         | 1994年11月17日（20歳） | 6        | UAR                          |
| フアン・フェルナンデス・ロベ       | フランカー     | 1981年11月19日（33歳） | 64       | トゥーロン                   |
| フアン・マヌエル・レギサモン       | フランカー     | 1983年6月6日（32歳）   | 62       | UAR                          |
| パブロ・マテラ                     | フランカー     | 1993年7月18日（22歳）  | 16       | UAR                          |
| ハビエル・オルテガ・デシオ         | フランカー     | 1990年6月14日（25歳）  | 16       | UAR                          |
| ファクンド・イサ                   | ナンバー8      | 1993年9月21日（21歳）  | 7        | UAR                          |
| レオナルド・セナトーレ             | ナンバー8      | 1984年5月13日（31歳）  | 29       | 無所属                       |
| トマス・クベリ                     | スクラムハーフ | 1989年6月12日（26歳）  | 38       | UAR                          |
| マルティン・ランダホ               | スクラムハーフ | 1988年6月14日（27歳）  | 46       | UAR                          |
| サンティアゴ・ゴンサレス           | フライハーフ   | 1988年6月16日（27歳）  | 16       | UAR                          |
| ニコラス・サンチェス               | フライハーフ   | 1988年10月26日（26歳） | 33       | UAR                          |
| マルセロ・ボシュ                   | センター       | 1984年1月7日（31歳）   | 35       | サラセンズ                   |
| ヘロニモ・デラフエンテ             | センター       | 1991年2月24日（24歳）  | 13       | UAR                          |
| フアン・マルティン・エルナンデス   | センター       | 1982年8月7日（33歳）   | 53       | UAR                          |
| マティアス・モローニ               | センター       | 1991年3月29日（24歳）  | 4        | UAR                          |
| フアン・パブロ・ソシーノ           | センター       | 1988年5月30日（27歳）  | 2        | ニューカッスル・ファルコンズ |
| オラシオ・アグージャ               | ウイング       | 1984年10月22日（30歳） | 60       | バース                       |
| サンティアゴ・コルデロ             | ウイング       | 1993年12月6日（21歳）  | 12       | UAR                          |
| フアン・イモフ                     | ウイング       | 1988年5月11日（27歳）  | 27       | ラシン92                     |
| ルーカス・ゴンサレス・アモロシーノ | フルバック     | 1985年11月2日（29歳）  | 43       | 無所属                       |
| ホアキン・トゥクレ                 | フルバック     | 1989年8月8日（26歳）   | 23       | UAR                          |

#### ジョージア
9月1日、ジョージアは代表スコッド31名を発表した。
1 ダビド・クブリアシビリがアルゼンチン戦で負傷し、9月29日にアントン・ペイクリシヴィリが追加招集された。
ヘッドコーチ:  ミルトン・ヘイグ
| 選手                         | ポジション     | 誕生日 (年齢)          | キャップ | チーム                   |
| ---------------------------- | -------------- | ---------------------- | -------- | ------------------------ |
| ジャバ・ブレグヴァゼ         | フッカー       | 1987年4月23日（28歳）  | 29       | Kochebi Bolnisi          |
| シャルヴァ・マムカシヴィリ   | フッカー       | 1990年10月2日（24歳）  | 31       | セール・シャークス       |
| シモン・マイスラゼ           | フッカー       | 1986年9月14日（29歳）  | 32       | La Voulte-Valence        |
| カルレン・アシエシヴィリ     | プロップ       | 1987年4月21日（28歳）  | 11       | ブリーヴ                 |
| レヴァン・チラチャヴァ       | プロップ       | 1991年8月17日（24歳）  | 25       | トゥーロン               |
| ダビド・クブリアシビリ 1     | プロップ       | 1986年3月12日（29歳）  | 40       | スタッド・フランセ       |
| ミヘイル・ナリアシヴィリ     | プロップ       | 1990年5月25日（25歳）  | 28       | モンペリエ               |
| アントン・ペイクリシヴィリ 1 | プロップ       | 1987年9月18日（28歳）  | 16       | バイヨンヌ               |
| ダビト・ジラカシヴィリ       | プロップ       | 1983年9月20日（31歳）  | 50       | クレルモン               |
| ギオルギ・チハイゼ           | ロック         | 1982年6月24日（33歳）  | 85       | リール                   |
| レバン・ダトゥナシヴィリ     | ロック         | 1983年1月18日（32歳）  | 71       | オーリヤック             |
| コンスタンティネ・ミカウタゼ | ロック         | 1991年1月7日（24歳）   | 36       | トゥーロン               |
| ギオルギ・ネムサゼ           | ロック         | 1984年9月26日（30歳）  | 51       | Tarbes                   |
| マムカ・ゴルゴゼ             | フランカー     | 1984年7月14日（31歳）  | 61       | トゥーロン               |
| ビクトル・コレリシヴィリ     | フランカー     | 1989年10月9日（25歳）  | 32       | クレルモン               |
| シャルヴァ・スティアシヴィリ | フランカー     | 1984年1月24日（31歳）  | 49       | マシー                   |
| ギオルギ・トヒライシヴィリ   | フランカー     | 1991年4月8日（24歳）   | 21       | Batumi                   |
| ラシャ・ロミゼ               | ナンバー8      | 1992年6月30日（23歳）  | 13       | ベジエ・エロー           |
| ギオルギ・ベガゼ             | スクラムハーフ | 1986年3月4日（29歳）   | 36       | Kochebi Bolnisi          |
| ヴァジャ・クチシュビリ       | スクラムハーフ | 1992年9月2日（23歳）   | 20       | Rustavi Kharebi          |
| ヴァシル・ロブジャニゼ       | スクラムハーフ | 1996年10月14日（18歳） | 6        | Armazi Tbilisi           |
| ラシャ・フマラゼ             | フライハーフ   | 1988年1月20日（27歳）  | 39       | レロ・サラセンズ         |
| ラシャ・マラグラゼ           | フライハーフ   | 1986年1月2日（29歳）   | 58       | Stade Bagnérais          |
| ダヴィト・カチャラヴァ       | センター       | 1985年1月16日（30歳）  | 83       | エニセイSTM              |
| メラブ・シャリカゼ           | センター       | 1993年5月17日（22歳）  | 36       | オーリヤック             |
| タマズ・ムチェドリゼ         | センター       | 1993年3月17日（22歳）  | 31       | アジャン                 |
| ギオルギ・アプツィアウリ     | ウイング       | 1994年1月20日（21歳）  | 10       | アイア・クタイシ         |
| ムラズ・ギオルガゼ           | ウイング       | 1994年6月28日（21歳）  | 7        | Armazi Tbilisi           |
| ギオルギ・プルイゼ           | ウイング       | 1994年6月2日（21歳）   | 4        | アイア・クタイシ         |
| アレクサンドレ・トドゥア     | ウイング       | 1987年11月2日（27歳）  | 48       | レロ・サラセンズ         |
| メラブ・クヴィリカシヴィリ   | フルバック     | 1983年12月27日（31歳） | 85       | Montluçon                |
| ベカ・ツィクラウリ           | フルバック     | 1989年2月9日（26歳）   | 20       | ロコモティヴィ・トビリシ |

#### ナミビア
8月27日、ナミビアは代表スコッド31名を発表した。
ヘッドコーチ:  フィリップ・デーヴィス
| 選手                               | ポジション     | 誕生日 (年齢)          | キャップ | チーム                     |
| ---------------------------------- | -------------- | ---------------------- | -------- | -------------------------- |
| トルステン・ファンヤースフェルト   | フッカー       | 1987年6月30日（28歳）  | 7        | チーターズ                 |
| ルイス・ファンデルウェストヘーゼン | フッカー       | 1995年2月25日（20歳）  | 2        | レパーズ                   |
| ヨハネス・クッツェー               | プロップ       | 1988年3月14日（27歳）  | 5        | チーターズ                 |
| AJ・デクラーク                     | プロップ       | 1987年12月19日（27歳） | 6        | Wanderers                  |
| ヤコ・エンゲルス                   | プロップ       | 1980年12月17日（34歳） | 12       | Trustco United             |
| ラウル・ラーソン                   | プロップ       | 1984年5月14日（31歳）  | 6        | Eagles                     |
| ジョニー・レデリンハイズ           | プロップ       | 1984年2月2日（31歳）   | 48       | Wanderers                  |
| カスパー・ビビエ                   | プロップ       | 1988年6月1日（27歳）   | 14       | Trustco United             |
| チュウェ・ウアニビ                 | ロック         | 1990年12月31日（24歳） | 11       | ブリーヴ                   |
| ジャンコ・フェンター               | ロック         | 1994年9月19日（20歳）  | 9        | マティーズ                 |
| レナルド・ボスマ                   | フランカー     | 1989年9月18日（26歳）  | 7        | トヨタ自動車ヴェルブリッツ |
| ジャック・バーガー                 | フランカー     | 1983年7月29日（32歳）  | 35       | サラセンズ                 |
| ウィアン・コンラディ               | フランカー     | 1994年10月14日（20歳） | 1        | ヨハネスブルグ大学         |
| ティヌス・デュプレッシー           | フランカー     | 1984年5月20日（31歳）  | 45       | Wanderers                  |
| ローアン・キッツォフ               | フランカー     | 1985年9月13日（30歳）  | 22       | Durbanville-Bellville      |
| レネヴェ・ダメンズ                 | ナンバー8      | 1993年5月30日（22歳）  | 4        | Wanderers                  |
| PJ・ヴァンリー                     | ナンバー8      | 1983年12月4日（31歳）  | 40       | バイヨンヌ                 |
| エニール・ブイテンダグ             | スクラムハーフ | 1989年6月21日（26歳）  | 14       | Wanderers                  |
| ユージン・ヤンチース               | スクラムハーフ | 1986年10月8日（28歳）  | 46       | ディナモ・ブクレシュティ   |
| ダミアン・スティーブンズ           | スクラムハーフ | 1995年6月2日（20歳）   | 1        | Ikey Tigers                |
| エウンズ・コツゼ                   | フライハーフ   | 1987年7月16日（28歳）  | 26       | Bourg-en-Bresse            |
| ダリル・デラハルペ                 | センター       | 1986年10月2日（28歳）  | 27       | Western Suburbs            |
| ヨハン・ディーゼル                 | センター       | 1991年9月26日（23歳）  | 9        | Leopards                   |
| JC・フレイリング                   | センター       | 1991年6月21日（24歳）  | 9        | Trustco United             |
| ダニー・ヴァンワイク               | センター       | 1986年3月30日（29歳）  | 14       | Trustco United             |
| コンラッド・マライス               | ウイング       | 1989年4月26日（26歳）  | 8        | Béziers Hérault            |
| デービッド・フィランダー           | ウイング       | 1987年1月4日（28歳）   | 23       | Spotswood United           |
| ハインリッヒ・スミット             | ウイング       | 1990年11月21日（24歳） | 12       | NWU Pukke                  |
| ラッセル・ヴァンワイク             | ウイング       | 1990年8月12日（25歳）  | 5        | Western Suburbs            |
| クリュザンダー・ボタ               | フルバック     | 1988年7月13日（27歳）  | 34       | エクセター・チーフス       |
| ヨハン・トロンプ                   | フルバック     | 1990年12月23日（24歳） | 19       | Wanderers                  |

#### ニュージーランド
8月30日、ニュージーランドは代表スコッド31名を発表した。
1 トニー・ウッドコックがトンガ戦で負傷し、10月10日にジョー・ムーディが追加招集された。
2 ワイアット・クロケットがフランス戦で負傷し、10月29日にパウリアシ・マヌが追加招集された。
ヘッドコーチ:  スティーブ・ハンセン
| 選手                       | ポジション     | 誕生日 (年齢)          | キャップ | チーム                            |
| -------------------------- | -------------- | ---------------------- | -------- | --------------------------------- |
| デイン・コールズ           | フッカー       | 1986年12月10日（28歳） | 30       | ハリケーンズ / ウェリントン       |
| ケヴェン・メアラム         | フッカー       | 1979年3月20日（36歳）  | 126      | ブルーズ / オークランド           |
| コーディー・テイラー       | フッカー       | 1991年3月31日（24歳）  | 3        | クルセイダーズ / カンタベリー     |
| ワイアット・クロケット 2   | プロップ       | 1983年1月24日（32歳）  | 40       | クルセイダーズ / カンタベリー     |
| チャーリー・ファウムイナ   | プロップ       | 1986年12月24日（28歳） | 27       | ブルーズ / オークランド           |
| ベン・フランクス           | プロップ       | 1984年3月27日（31歳）  | 43       | ハリケーンズ / ホークス・ベイ     |
| オーウェン・フランクス     | プロップ       | 1987年12月23日（27歳） | 72       | クルセイダーズ / カンタベリー     |
| パウリアシ・マヌ 2         | プロップ       | 1987年12月23日（27歳） | 0        | チーフス / カントリーズ・マヌカウ |
| ジョー・ムーディ 1         | プロップ       | 1988年9月18日（27歳）  | 8        | クルセイダーズ / カンタベリー     |
| トニー・ウッドコック 1     | プロップ       | 1981年1月27日（34歳）  | 115      | ブルーズ / ノース・ハーバー       |
| ブロディ・レタリック       | ロック         | 1991年5月31日（24歳）  | 41       | チーフス / ベイ・オブ・プレンティ |
| ルーク・ロマノ             | ロック         | 1986年2月16日（29歳）  | 20       | クルセイダーズ / カンタベリー     |
| サム・ホワイトロック       | ロック         | 1988年10月12日（26歳） | 66       | クルセイダーズ / カンタベリー     |
| サム・ケイン               | フランカー     | 1992年1月13日（23歳）  | 24       | チーフス / ベイ・オブ・プレンティ |
| ジェローム・カイノ         | フランカー     | 1983年4月6日（32歳）   | 60       | ブルーズ / オークランド           |
| リッチー・マコウ           | フランカー     | 1980年12月31日（34歳） | 142      | クルセイダーズ / カンタベリー     |
| リアム・メッサム           | フランカー     | 1984年3月25日（31歳）  | 42       | チーフス / ワイカト               |
| キーラン・リード           | ナンバー8      | 1985年10月26日（29歳） | 77       | クルセイダーズ / カンタベリー     |
| ヴィクター・ヴィト         | ナンバー8      | 1987年3月27日（28歳）  | 28       | ハリケーンズ / ウェリントン       |
| タウェラ・カー＝バーロー   | スクラムハーフ | 1990年8月15日（25歳）  | 15       | チーフス / ワイカト               |
| TJ・ペレナラ               | スクラムハーフ | 1992年1月23日（23歳）  | 15       | ハリケーンズ / ウェリントン       |
| アーロン・スミス           | スクラムハーフ | 1988年11月21日（26歳） | 41       | ハイランダーズ / マナワツ         |
| ボーデン・バレット         | フライハーフ   | 1991年5月27日（24歳）  | 30       | ハリケーンズ / タラナキ           |
| ダン・カーター             | フライハーフ   | 1982年3月5日（33歳）   | 106      | クルセイダーズ / カンタベリー     |
| コリン・スレイド           | フライハーフ   | 1987年10月10日（27歳） | 20       | クルセイダーズ / カンタベリー     |
| マラカイ・フェキトア       | センター       | 1992年5月10日（23歳）  | 11       | ハイランダーズ / オークランド     |
| マア・ノヌー               | センター       | 1982年5月21日（33歳）  | 97       | ハリケーンズ / ウェリントン       |
| コンラッド・スミス         | センター       | 1981年10月12日（33歳） | 88       | ハリケーンズ / ウェリントン       |
| ソニー・ビル・ウィリアムズ | センター       | 1985年8月3日（30歳）   | 26       | チーフス / カントリーズ・マヌカウ |
| ネヘ・ミルナー＝スカッダー | ウイング       | 1990年12月15日（24歳） | 2        | ハリケーンズ / マナワツ           |
| ワイサケ・ナホロ           | ウイング       | 1991年5月8日（24歳）   | 1        | ハイランダーズ / タラナキ         |
| ジュリアン・サヴェア       | ウイング       | 1990年8月7日（25歳）   | 35       | ハリケーンズ / ウェリントン       |
| ベン・スミス               | フルバック     | 1986年6月1日（29歳）   | 41       | ハイランダーズ / オタゴ           |

#### トンガ
8月31日、トンガは代表スコッド31名を発表した。
ヘッドコーチ:  マナ・オタイ
| 選手                       | ポジション     | 誕生日 (年齢)          | キャップ | チーム                       |
| -------------------------- | -------------- | ---------------------- | -------- | ---------------------------- |
| アレキ・ルツイ             | フッカー       | 1978年7月1日（37歳）   | 36       | アンプティル                 |
| パウラ・ヌガウアモ         | フッカー       | 1986年2月19日（29歳）  | 3        | スタッド・モントワ           |
| エルビス・タイオネ         | フッカー       | 1983年5月25日（32歳）  | 18       | エクセター・チーフス         |
| ハラニ・アウリカ           | プロップ       | 1983年8月31日（32歳）  | 13       | ロンドン・アイリッシュ       |
| テビタ・マイラウ           | プロップ       | 1985年4月25日（30歳）  | 16       | ペルピニャン                 |
| シラ・プアフィシ           | プロップ       | 1988年4月15日（27歳）  | 19       | グラスゴー・ウォリアーズ     |
| ソナ・タウマロロ           | プロップ       | 1981年11月13日（33歳） | 17       | グルノーブル                 |
| ソアネ・トンガウィラ       | プロップ       | 1982年1月21日（33歳）  | 15       | オヨナ                       |
| ウィリ・ローファイ         | ロック         | 1982年9月29日（32歳）  | 5        | 無所属                       |
| トゥクルア・ロコツイ       | ロック         | 1979年12月31日（35歳） | 24       | ベジエ・エロー               |
| スティーブ・マフィ         | ロック         | 1989年12月9日（25歳）  | 14       | ウェスタン・フォース         |
| ジョー・トゥイネアウ       | ロック         | 1981年8月18日（34歳）  | 22       | ダクス                       |
| シオネ・カラマフォニ       | フランカー     | 1988年5月18日（27歳）  | 25       | グロスター                   |
| ニリ・ラトゥ               | フランカー     | 1982年2月19日（33歳）  | 40       | ニューカッスル・ファルコンズ |
| ジャック・ラム             | フランカー     | 1987年1月14日（28歳）  | 2        | ブルーズ                     |
| ハレ・ティーポレ           | フランカー     | 1979年4月30日（36歳）  | 31       | 無所属                       |
| オペティ・フォヌア         | ナンバー8      | 1986年5月26日（29歳）  | 5        | レスター・タイガース         |
| ヴィリアミ・マアフ         | ナンバー8      | 1982年3月9日（33歳）   | 24       | オヨナ                       |
| サミソニ・フィナウ         | スクラムハーフ | 1987年11月29日（27歳） | 15       | ジャージー                   |
| ソセフォ・マアケ           | スクラムハーフ | 1991年9月15日（24歳）  | 1        | ハヴェル・ブルドックス       |
| ソナタネ・タクルア         | スクラムハーフ | 1991年11月1日（23歳）  | 10       | ニューカッスル・ファルコンズ |
| ラティウメ・フォシタ       | フライハーフ   | 1992年7月25日（23歳）  | 12       | ドンカスター                 |
| カート・モラス             | フライハーフ   | 1984年11月13日（30歳） | 26       | 無所属                       |
| シオネ・ピウカラ           | センター       | 1985年6月8日（30歳）   | 14       | ペルピニャン                 |
| シアレ・ピウタウ           | センター       | 1985年10月13日（29歳） | 20       | ヤマハ発動機ジュビロ         |
| ヴィリアミ・タヒトゥア     | センター       | 1991年10月2日（23歳）  | 2        | 無所属                       |
| デイビッド・ハライフォヌア | ウイング       | 1987年7月5日（28歳）   | 13       | グロスター                   |
| ウィリアム・ヘル           | ウイング       | 1986年4月19日（29歳）  | 20       | エディンバラ                 |
| フェトゥウ・ヴァイニコロ   | ウイング       | 1985年1月30日（30歳）  | 22       | オヨナ                       |
| テルサ・ベアイヌ           | ウイング       | 1990年12月26日（24歳） | 4        | レベルズ                     |
| ヴンガ・リロ               | フルバック     | 1983年2月28日（32歳）  | 38       | モントーバン                 |

### プールD

#### カナダ
8月25日、カナダは代表スコッド31名を発表した。
ジェイソン・マーシャルが負傷し、9月10日にジェイク・イルニッキーが追加招集された。
1 リアム・アンダーウッドが開幕戦アイルランド戦で負傷し、9月24日にジェームス・プリチャードが追加招集された。
2 コナー・ブレイズがイタリア戦で負傷し、9月28日にパトリック・パーフリーが追加招集された。
ヘッドコーチ:  キーラン・クロウリー
| 選手                           | ポジション     | 誕生日 (年齢)          | キャップ | チーム                   |
| ------------------------------ | -------------- | ---------------------- | -------- | ------------------------ |
| レイ・バークウィル             | フッカー       | 1980年8月26日（35歳）  | 22       | Ontario Blues            |
| アーロン・カーペンター         | フッカー       | 1983年1月9日（32歳）   | 67       | コーニッシュ・パイレーツ |
| ブノワ・ピッフェロ             | フッカー       | 1987年5月21日（28歳）  | 9        | Atlantic Rock            |
| ヒューバート・バイデンス       | プロップ       | 1982年1月4日（33歳）   | 35       | Prairie Wolf Pack        |
| ジェイク・イルニッキー         | プロップ       | 1992年2月24日（23歳）  | 8        | NSW Country Eagles       |
| ジャスティス・シアーズ＝ドゥル | プロップ       | 1994年5月24日（21歳）  | 8        | Ontario Blues            |
| アンドリュー・ティーデマン     | プロップ       | 1988年7月21日（27歳）  | 35       | Prairie Wolf Pack        |
| ドウグ・アイドリッジ           | プロップ       | 1985年12月19日（29歳） | 19       | Ontario Blues            |
| ブレット・ベークボム           | ロック         | 1989年8月13日（26歳）  | 15       | コーニッシュ・パイレーツ |
| ジェイミー・カドモア           | ロック         | 1978年9月6日（37歳）   | 35       | クレルモン               |
| エバン・オルムステッド         | ロック         | 1991年2月21日（24歳）  | 5        | Greater Sydney Rams      |
| ナンヤク・ダラ                 | フランカー     | 1984年6月18日（31歳）  | 34       | Prairie Wolf Pack        |
| カイル・ギルモア               | フランカー     | 1988年1月26日（27歳）  | 11       | ロザラム                 |
| ジョン・ムーンライト           | フランカー     | 1987年7月2日（28歳）   | 20       | Ontario Blues            |
| ジョブ・シンチェア             | フランカー     | 1986年4月8日（29歳）   | 39       | ロンドン・アイリッシュ   |
| タイラー・アードロン           | ナンバー8      | 1991年6月16日（24歳）  | 20       | オスプリーズ             |
| リチャード・ソープ             | ナンバー8      | 1984年11月1日（30歳）  | 6        | ロンドン・ウェルシュ     |
| フィル・マック                 | スクラムハーフ | 1985年9月18日（30歳）  | 27       | BC Bears                 |
| ジェイミー・マッケンジー       | スクラムハーフ | 1989年2月28日（26歳）  | 7        | Ontario Blues            |
| ゴードン・マクローリー         | スクラムハーフ | 1988年5月12日（27歳）  | 12       | Prairie Wolf Pack        |
| ネイサン・ヒラヤマ             | フライハーフ   | 1988年3月23日（27歳）  | 19       | BC Bears                 |
| リアム・アンダーウッド 1       | フライハーフ   | 1991年6月3日（24歳）   | 10       | Ontario Blues            |
| ニック・ブレヴィンズ           | センター       | 1988年11月11日（26歳） | 25       | Prairie Wolf Pack        |
| コナー・ブレイズ 2             | センター       | 1990年5月31日（25歳）  | 18       | BC Bears                 |
| キアラン・ハーン               | センター       | 1985年12月30日（29歳） | 45       | Atlantic Rock            |
| パトリック・パーフリー 2       | センター       | 1991年11月1日（23歳）  | 7        | Atlantic Rock            |
| コナー・トレイナー             | センター       | 1989年5月12日（26歳）  | 18       | BC Bears                 |
| ジェフ・ハスラー               | ウイング       | 1991年8月21日（24歳）  | 15       | オスプリーズ             |
| フィル・マッケンジー           | ウイング       | 1987年2月25日（28歳）  | 27       | セール・シャークス       |
| DTH・ファン・デル・メルヴァ    | ウイング       | 1986年4月28日（29歳）  | 35       | スカーレッツ             |
| マット・エヴァンス             | フルバック     | 1988年1月2日（27歳）   | 29       | コーニッシュ・パイレーツ |
| ハリー・ジョーンズ             | フルバック     | 1989年8月26日（26歳）  | 17       | BC Bears                 |
| ジェームス・プリチャード 1     | フルバック     | 1979年7月21日（36歳）  | 61       | ベッドフォード・ブルーズ |

#### フランス
8月23日、フランスは代表スコッド31名を発表した。
1 ヨアン・ユジェが開幕戦イタリア戦で負傷し、9月20日にレミー・グロッソが追加招集された。
ヘッドコーチ:  フィリップ・サンタンドレ
| 選手                           | ポジション     | 誕生日 (年齢)          | キャップ | チーム             |
| ------------------------------ | -------------- | ---------------------- | -------- | ------------------ |
| ギエム・ギラド                 | フッカー       | 1986年6月17日（29歳）  | 34       | トゥーロン         |
| バンジャマン・ケイゼル         | フッカー       | 1984年7月26日（31歳）  | 33       | クレルモン         |
| ディミトリ・ザルゼウスキ       | フッカー       | 1983年1月26日（32歳）  | 81       | ラシン92           |
| ウイニ・アトニオ               | プロップ       | 1990年3月26日（25歳）  | 9        | ラ・ロシェル       |
| エディー・ベン・アルース       | プロップ       | 1990年8月25日（25歳）  | 7        | ラシン92           |
| ヴァンサン・ドゥバティー       | プロップ       | 1981年10月2日（33歳）  | 32       | クレルモン         |
| ニコラ・マス                   | プロップ       | 1980年5月23日（35歳）  | 80       | モンペリエ         |
| ラバー・スリマニ               | プロップ       | 1989年10月18日（25歳） | 17       | スタッド・フランセ |
| アレクサンドル・フランカール   | ロック         | 1989年10月9日（25歳）  | 15       | スタッド・フランセ |
| ヨアン・マエストリ             | ロック         | 1988年1月14日（27歳）  | 38       | トゥールーズ       |
| パスカル・パペ                 | ロック         | 1980年10月5日（34歳）  | 61       | スタッド・フランセ |
| ティエリー・デュソトワール     | フランカー     | 1981年11月18日（33歳） | 76       | トゥールーズ       |
| バーナード・ルルー             | フランカー     | 1989年6月4日（26歳）   | 18       | ラシン92           |
| ヤニック・ニヤンガ             | フランカー     | 1983年12月19日（31歳） | 43       | ラシン92           |
| フュルジャンス・ウエドゥラオゴ | フランカー     | 1986年7月21日（29歳）  | 37       | モンペリエ         |
| ダミアン・シュリー             | ナンバー8      | 1985年11月27日（29歳） | 31       | クレルモン         |
| ルイ・ピカモール               | ナンバー8      | 1986年2月5日（29歳）   | 47       | トゥールーズ       |
| ロリー・ココット               | スクラムハーフ | 1986年6月25日（29歳）  | 9        | カストル           |
| モルガン・パラ                 | スクラムハーフ | 1988年11月15日（26歳） | 61       | クレルモン         |
| セバスチアン・ティユスボルド   | スクラムハーフ | 1985年4月29日（30歳）  | 16       | トゥーロン         |
| フレデリック・ミシャラク       | フライハーフ   | 1982年10月16日（32歳） | 73       | トゥーロン         |
| レミー・タレス                 | フライハーフ   | 1984年5月2日（31歳）   | 19       | ラシン92           |
| マチュー・バスタロー           | センター       | 1988年9月17日（27歳）  | 35       | トゥーロン         |
| アレクサンドル・デュムラン     | センター       | 1989年8月24日（26歳）  | 4        | ラシン92           |
| ガエル・フィクー               | センター       | 1994年3月26日（21歳）  | 13       | トゥールーズ       |
| ウェスレイ・フォファナ         | センター       | 1988年1月20日（27歳）  | 35       | クレルモン         |
| レミー・グロッソ 1             | ウイング       | 1988年12月4日（26歳）  | 0        | カストル           |
| ソフィアン・ギトゥーヌ         | ウイング       | 1989年3月27日（26歳）  | 4        | ボルドー・ベグル   |
| ヨアン・ユジェ 1               | ウイング       | 1987年6月2日（28歳）   | 40       | トゥールーズ       |
| ノア・ナカイタシ               | ウイング       | 1990年7月11日（25歳）  | 4        | クレルモン         |
| ブリス・デュラン               | フルバック     | 1990年4月13日（25歳）  | 20       | ラシン92           |
| スコット・スペディング         | フルバック     | 1986年5月4日（29歳）   | 10       | クレルモン         |

#### アイルランド
9月1日、アイルランドは代表スコッド31名を発表した。
1 10月10日にジャレッド・ペインがルーマニア戦で負傷し、10月17日にアイザック・ボスが追加招集された。
2 ピーター・オマホニーがフランス戦で膝を負傷し、10月12日にリース・ラドックが追加招集された。
3 ポール・オコンネルがフランス戦で負傷し、10月13日にマイク・マッカーシーが追加招集された。
ヘッドコーチ:  ジョー・シュミット
| 選手                       | ポジション     | 誕生日 (年齢)          | キャップ | チーム     |
| -------------------------- | -------------- | ---------------------- | -------- | ---------- |
| ローリー・ベスト           | フッカー       | 1982年8月15日（33歳）  | 85       | アルスター |
| ショーン・クローニン       | フッカー       | 1986年5月6日（29歳）   | 45       | レンスター |
| リチャード・ストラウス     | フッカー       | 1986年1月29日（29歳）  | 10       | レンスター |
| ネイサン・ホワイト         | プロップ       | 1981年9月4日（34歳）   | 3        | コナート   |
| タイグ・ファーロング       | プロップ       | 1992年11月14日（22歳） | 2        | レンスター |
| キアン・ヒーリー           | プロップ       | 1987年10月7日（27歳）  | 51       | レンスター |
| ジャック・マクグラス       | プロップ       | 1989年10月11日（25歳） | 20       | レンスター |
| マイク・ロス               | プロップ       | 1979年12月21日（35歳） | 52       | レンスター |
| イアン・ヘンダーソン       | ロック         | 1992年2月21日（23歳）  | 19       | アルスター |
| マイク・マッカーシー 3     | ロック         | 1981年11月27日（33歳） | 17       | レンスター |
| ポール・オコンネル 3       | ロック         | 1979年10月20日（35歳） | 104      | マンスター |
| ドナカ・ライアン           | ロック         | 1983年12月11日（31歳） | 31       | マンスター |
| デヴィン・トナー           | ロック         | 1986年6月29日（29歳）  | 27       | レンスター |
| クリス・ヘンリー           | フランカー     | 1984年10月17日（30歳） | 19       | アルスター |
| ジョーディ・マーフィー     | フランカー     | 1991年4月22日（24歳）  | 12       | レンスター |
| ショーン・オブライエン     | フランカー     | 1987年2月14日（28歳）  | 37       | レンスター |
| ピーター・オマホニー 2     | フランカー     | 1989年9月17日（26歳）  | 32       | マンスター |
| リース・ラドック 2         | フランカー     | 1990年11月13日（24歳） | 5        | レンスター |
| ジェイミー・ヒースリップ   | ナンバー8      | 1983年12月15日（31歳） | 75       | レンスター |
| コナー・マレー             | スクラムハーフ | 1989年4月20日（26歳）  | 37       | マンスター |
| アイザック・ボス 1         | スクラムハーフ | 1980年4月9日（35歳）   | 22       | レンスター |
| オイン・レダン             | スクラムハーフ | 1980年11月20日（34歳） | 64       | レンスター |
| パディ・ジャクソン         | フライハーフ   | 1992年1月5日（23歳）   | 12       | アルスター |
| イアン・マディガン         | フライハーフ   | 1989年3月21日（26歳）  | 21       | レンスター |
| ジョナサン・セクストン     | フライハーフ   | 1985年7月11日（30歳）  | 53       | レンスター |
| ダレン・ケイブ             | センター       | 1987年4月5日（28歳）   | 10       | アルスター |
| キース・アールズ           | センター       | 1987年10月2日（27歳）  | 41       | マンスター |
| ロビー・ヘンショウ         | センター       | 1993年6月12日（22歳）  | 12       | コナート   |
| ジャレッド・ペイン 1       | センター       | 1985年10月13日（29歳） | 8        | アルスター |
| トミー・ボウ               | ウイング       | 1984年2月22日（31歳）  | 63       | アルスター |
| ルーク・フィッツジェラルド | ウイング       | 1987年9月13日（28歳）  | 30       | レンスター |
| デーブ・カーニー           | ウイング       | 1989年6月19日（26歳）  | 10       | レンスター |
| サイモン・ゼボ             | ウイング       | 1990年3月16日（25歳）  | 18       | マンスター |
| ロブ・カーニー             | フルバック     | 1986年3月26日（29歳）  | 63       | レンスター |

#### イタリア
8月24日、イタリアは代表スコッド31名を発表した。
アンジェロ・エスポージトが負傷し、9月1日にシモーネ・ファバロが追加招集された
ルカ・モリシが負傷し、9月10日にエンリコ・バッチンが追加招集された。
1 アンドレア・マジが開幕戦フランス戦で負傷し、9月21日にミケーレ・ヴィセンティンが追加招集された。
2 マルティン・カストロジョヴァンニ・ミケーレ・リッツォが負傷し、10月5日にアルベルト・デ・マルキ・アンドレア・ロボッティが追加招集された。
ヘッドコーチ:  ジャック・ブルネル
| 選手                                   | ポジション     | 誕生日 (年齢)          | キャップ | チーム                       |
| -------------------------------------- | -------------- | ---------------------- | -------- | ---------------------------- |
| レオナルド・ギラルディーニ             | フッカー       | 1984年12月26日（30歳） | 78       | レスター・タイガース         |
| ダビデ・ジャンノーネ                   | フッカー       | 1986年1月16日（29歳）  | 21       | ベネットン                   |
| アンドレア・マニシ                     | フッカー       | 1990年4月28日（25歳）  | 13       | ゼブレ                       |
| マティアス・アグエロ                   | プロップ       | 1981年2月13日（34歳）  | 36       | 無所属                       |
| マルティン・カストロジョヴァンニ 2     | プロップ       | 1981年10月21日（33歳） | 113      | ラシン92                     |
| ダリオ・チストリーニ                   | プロップ       | 1988年9月14日（27歳）  | 11       | ゼブレ                       |
| ロレンツォ・チッタディーニ             | プロップ       | 1982年12月17日（32歳） | 40       | ワスプス                     |
| アルベルト・デ・マルキ 2               | プロップ       | 1986年3月13日（29歳）  | 28       | ベネットン                   |
| アンドレア・ロボッティ 2               | プロップ       | 1989年7月28日（26歳）  | 0        | ゼブレ                       |
| ミケーレ・リッツォ 2                   | プロップ       | 1982年9月16日（33歳）  | 19       | レスター・タイガース         |
| ヴァレリオ・ベルナド                   | ロック         | 1984年3月3日（31歳）   | 25       | ゼブレ                       |
| ジョシュア・フルノ                     | ロック         | 1989年10月21日（25歳） | 31       | ニューカッスル・ファルコンズ |
| マルコ・フゼル                         | ロック         | 1991年3月9日（24歳）   | 5        | ベネットン                   |
| クインティン・ゲルデンハウス           | ロック         | 1981年6月19日（34歳）  | 57       | ゼブレ                       |
| マウロ・ベルガマスコ                   | フランカー     | 1979年5月1日（36歳）   | 104      | 無所属                       |
| シモーネ・ファバロ                     | フランカー     | 1988年11月7日（26歳）  | 24       | グラスゴー・ウォリアーズ     |
| フランシスコ・ミント                   | フランカー     | 1987年5月20日（28歳）  | 19       | ベネットン                   |
| サムエル・ヴニサ                       | フランカー     | 1988年8月19日（27歳）  | 8        | サラセンズ                   |
| アレッサンドロ・ザンニ                 | フランカー     | 1984年1月31日（31歳）  | 90       | ベネットン                   |
| セルジオ・パリセ                       | ナンバー8      | 1983年9月12日（32歳）  | 113      | スタッド・フランセ           |
| エドアルド・ゴリ                       | スクラムハーフ | 1990年3月5日（25歳）   | 43       | ベネットン                   |
| グリエルモ・パラッツァーニ             | スクラムハーフ | 1991年4月11日（24歳）  | 11       | ゼブレ                       |
| マルセロ・ヴィオリ                     | スクラムハーフ | 1993年10月11日（21歳） | 2        | ゼブレ                       |
| トンマーゾ・アラン                     | フライハーフ   | 1993年4月26日（22歳）  | 17       | ペルピニャン                 |
| カルロ・カンナ                         | フライハーフ   | 1992年8月25日（23歳）  | 3        | ゼブレ                       |
| エンリコ・バッチン                     | センター       | 1992年11月28日（22歳） | 3        | ベネットン                   |
| トンマーゾ・ベンヴェヌーティ           | センター       | 1990年12月12日（24歳） | 31       | ブリストル                   |
| ミケーレ・カンパニャーロ               | センター       | 1993年3月13日（22歳）  | 14       | エクセター・チーフス         |
| ゴンサロ・ガルシア                     | センター       | 1984年2月18日（31歳）  | 37       | ゼブレ                       |
| レオナルド・サルト                     | ウイング       | 1992年1月15日（23歳）  | 19       | ゼブレ                       |
| ジョヴァンバティスタ・ヴェンディッティ | ウイング       | 1990年3月27日（25歳）  | 29       | ニューカッスル・ファルコンズ |
| ミケーレ・ヴィセンティン 1             | ウイング       | 1991年12月13日（23歳） | 1        | ゼブレ                       |
| アンドレア・マジ 1                     | フルバック     | 1981年3月30日（34歳）  | 94       | ワスプス                     |
| ルーク・マクレーン                     | フルバック     | 1987年6月29日（28歳）  | 71       | ベネットン                   |

#### ルーマニア
8月25日、ルーマニアは代表スコッド31名を発表した。
1 オヴィデュ・トニツァがアイルランド戦で負傷し、9月29日にブラッド・ニストルが追加招集された。
ヘッドコーチ:  リン・ハウェル
| 選手                         | ポジション     | 誕生日 (年齢)          | キャップ | チーム                     |
| ---------------------------- | -------------- | ---------------------- | -------- | -------------------------- |
| エーゲン・カパタナ           | フッカー       | 1986年6月18日（29歳）  | 18       | ティミショアラ・サラセンズ |
| アンドレイ・ラドイ           | フッカー       | 1987年4月21日（28歳）  | 46       | ティミショアラ・サラセンズ |
| オタル・トゥラシビリ         | フッカー       | 1986年7月14日（29歳）  | 21       | コロミエ                   |
| ミハイ・ラザール             | プロップ       | 1986年11月3日（28歳）  | 47       | カストル                   |
| パウリカ・イオン             | プロップ       | 1983年1月10日（32歳）  | 70       | ペルピニャン               |
| ホラツィウ・プンジェア       | プロップ       | 1986年2月18日（29歳）  | 26       | オヨナ                     |
| アレクサンドル・タルス       | プロップ       | 1989年5月9日（26歳）   | 7        | ティミショアラ・サラセンズ |
| アンドレイ・ウルサケ         | プロップ       | 1984年5月10日（31歳）  | 22       | カルカソンヌ               |
| マリウス・アントネスク       | ロック         | 1992年8月9日（23歳）   | 9        | Tarbes                     |
| バレンティン・ポパルラン     | ロック         | 1987年6月12日（28歳）  | 47       | ティミショアラ・サラセンズ |
| バレンティン・ウルサケ       | ロック         | 1985年8月12日（30歳）  | 60       | オヨナ                     |
| ヨハネス・ファンヒアデン     | ロック         | 1986年9月12日（29歳）  | 1        | バヤ・マーレ               |
| ステリアン・ブルセア         | フランカー     | 1983年10月7日（31歳）  | 50       | ティミショアラ・サラセンズ |
| ビオレル・ルカチ             | フランカー     | 1986年3月30日（29歳）  | 42       | ステアウア・ブクレシュティ |
| ミハイ・マコベイ             | フランカー     | 1986年10月29日（28歳） | 64       | コロミエ                   |
| ダニエル・カルポ             | ナンバー8      | 1984年11月26日（30歳） | 51       | ステアウア・ブクレシュティ |
| オヴィデュ・トニツァ 1       | ナンバー8      | 1980年7月6日（35歳）   | 70       | プロヴァンス               |
| ブラッド・ニストル 1         | ナンバー8      | 1994年3月26日（21歳）  | 14       | カストル                   |
| トゥドレル・ブラトゥ         | スクラムハーフ | 1991年4月23日（24歳）  | 0        | ディナモ・ブクレシュティ   |
| バレンティン・カラフェテアヌ | スクラムハーフ | 1985年1月25日（30歳）  | 73       | ティミショアラ・サラセンズ |
| フロリン・スルジュ           | スクラムハーフ | 1984年12月10日（30歳） | 51       | ステアウア・ブクレシュティ |
| ダヌトゥ・ディムヴァラザ     | フライハーフ   | 1981年8月6日（34歳）   | 72       | ステアウア・ブクレシュティ |
| ミッチェル・ウィリンギ       | フライハーフ   | 1985年8月1日（30歳）   | 1        | バヤ・マーレ               |
| クサバ・ガル                 | センター       | 1985年3月7日（30歳）   | 84       | Cluj                       |
| パウラ・キニキニラウ         | センター       | 1986年8月30日（29歳）  | 1        | ティミショアラ・サラセンズ |
| フロリン・ブライク           | センター       | 1986年7月26日（29歳）  | 81       | ステアウア・ブクレシュティ |
| アドリアン・アポストル       | ウイング       | 1990年3月11日（25歳）  | 19       | バヤ・マーレ               |
| イオヌトゥ・ボテザトゥ       | ウイング       | 1987年5月5日（28歳）   | 27       | バヤ・マーレ               |
| フロリン・イオニタ           | ウイング       | 1990年4月5日（25歳）   | 17       | ステアウア・ブクレシュティ |
| レムナル・マドリン           | ウイング       | 1989年3月26日（26歳）  | 27       | ティミショアラ・サラセンズ |
| カタリン・フェルク           | フルバック     | 1986年9月5日（29歳）   | 80       | サラセンズ                 |
| サビン・ストラティラ         | フルバック     | 1995年3月27日（20歳）  | 1        | ステアウア・ブクレシュティ |

## 統計

### クラブ別の代表選手
| Players | Clubs |
| ------- | --- |
| 21      | グラスゴー・ウォリアーズ, UAR                                                                                           |
| 17      | レンスター |
| 16      | サラセンズ |
| 14      | RCトゥーロン |
| 13      | ワラターズ |
| 12      | バース |
| 11      | クレルモン, オスプリーズ, ラシン                                                                                        |
| 10      | クルセイダーズ, ハリケーンズ                                                                                            |
| 9       | ブランビーズ, ニューカッスル・ファルコンズ, スタッド・フランセ, ティミショアラ・サラセンズ, ゼブレ                      |
| 8       | ベネットン・トレヴィーゾ, カーディフ・ブルーズ, エディンバラ レスター・タイガース, ノーサンプトン・セインツ, アルスター |

### 国別の代表選手
| League           | League           | Players | Percent | Outside national squad |
| ---------------- | ---------------- | ------- | ------- | ---------------------- |
| Total            | Total            | 620     | —       | —                      |
| カナダ           | カナダ           | 18      | 2.9%    | —                      |
| イングランド     | イングランド     | 103     | 16.6%   | 72                     |
| フランス         | フランス         | 121     | 19.5%   | 90                     |
| ジョージア       | ジョージア       | 11      | 1.8%    | —                      |
| 日本             | 日本             | 33      | 5.3%    | 5                      |
| ナミビア         | ナミビア         | 11      | 1.8%    | —                      |
| ルーマニア       | ルーマニア       | 26      | 4.2%    | 5                      |
| アメリカ合衆国   | アメリカ合衆国   | 19      | 3.1%    | —                      |
| ウルグアイ       | ウルグアイ       | 26      | 4.2%    | —                      |
| プロ12           | アイルランド     | 32      | 5.2%    | 2                      |
| プロ12           | イタリア         | 17      | 2.7%    | 1                      |
| プロ12           | スコットランド   | 29      | 4.7%    | 5                      |
| プロ12           | ウェールズ       | 28      | 4.5%    | 7                      |
| スーパーラグビー | アルゼンチン     | 21      | 3.4%    | —                      |
| スーパーラグビー | オーストラリア   | 33      | 5.3%    | 4                      |
| スーパーラグビー | ニュージーランド | 36      | 5.8%    | 5                      |
| スーパーラグビー | 南アフリカ       | 22      | 3.6%    | 3                      |
| その他           | その他           | 21      | 3.4%    | 15                     |
| 無所属           | 無所属           | 13      | 2.1%    | —                      |

### 最年長選手・最年少選手
| 国名             | Avg. Age | 最年長選手                                 | 最年少選手                                   |
| ---------------- | -------- | ------------------------------------------ | -------------------------------------------- |
| アルゼンチン     | 27       | フアン・フェルナンデス・ロベ (33歳, 303日) | ギド・ペティ (20歳, 305日)                   |
| オーストラリア   | 27       | ウィクリフ・パールー (33歳, 53日)          | ショーン・マクマーン (21歳, 92日)            |
| カナダ           | 28       | ジェイミー・カドモア (37歳, 353日)         | ジャスティス・シアーズ＝ドゥル (21歳, 117日) |
| イングランド     | 26       | リチャード・ウィグルスワース (32歳, 101日) | アンソニー・ワトソン (21歳, 204日)           |
| フィジー         | 29       | スニア・コト (35歳, 156日)                 | ペゼリ・ヤト (22歳, 244日)                   |
| フランス         | 28       | ニコラ・マス (35歳, 118日)                 | ガエル・フィクー (21歳, 176日)               |
| ジョージア       | 26       | ギオルギ・チハイゼ (33歳, 56日)            | ヴァシル・ロブジャニゼ (18歳, 339日)         |
| アイルランド     | 28       | ポール・オコンネル (35歳, 333日)           | ロビー・ヘンショー (22歳, 98日)              |
| イタリア         | 28       | マウロ・ベルガマスコ (36歳, 140日)         | マルセロ・ヴィオリ (21歳, 342日)             |
| 日本             | 29       | 大野均 (37歳, 135日)                       | 藤田慶和 (21歳, 345日)                       |
| ナミビア         | 26       | ヤコ・エンゲルス (34歳, 275日)             | ダミアン・スティーブンズ (20歳, 108日)       |
| ニュージーランド | 28       | ケヴェン・メアラム (36歳, 182日)           | マラカイ・フェキトア (23歳, 131日)           |
| ルーマニア       | 29       | オヴィデュ・トニツァ (35歳, 74日)          | サビン・ストラティラ (20歳, 175日)           |
| サモア           | 29       | マウリエ・ファーサヴァル (35歳, 249日)     | ヴァヴァオ・アフェマイ (23歳, 212日)         |
| スコットランド   | 27       | ショーン・ラモント (34歳, 246日)           | ジョニー・グレイ (21歳, 188日)               |
| 南アフリカ共和国 | 28       | ヴィクター・マットフィールド (38歳, 130日) | ハンドレ・ポラード (21歳, 193日)             |
| トンガ           | 30       | アレキ・ルツイ (37歳, 79日)                | ラティウメ・フォシタ (23歳, 55日)            |
| アメリカ合衆国   | 27       | マテキトンガ・モエアキオラ (37歳, 125日)   | ティティ・ラモシテレ (20歳, 219日)           |
| ウルグアイ       | 26       | フランシスコ・ブランティ (35歳, 159日)     | ヘルマン・ケスレル (21歳, 79日)              |
| ウェールズ       | 26       | ゲシン・ジェンキンス (34歳, 305日)         | ハラム・エイモス (20歳, 359日)               |

### 代表キャップ数
| 国名             | キャップ | 最多キャップ選手                                              | 最低キャップ選手                                                               |
| ---------------- | -------- | ------------------------------------------------------------- | ------------------------------------------------------------------------------ |
| ニュージーランド | 1484     | リッチー・マコウ (142)                                        | ワイサケ・ナホロ (1)                                                           |
| 南アフリカ共和国 | 1297     | ヴィクター・マットフィールド (123)                            | ルディ・ペイジ (0)                                                             |
| オーストラリア   | 1263     | アダム・アシュリー＝クーパー (108)                            | トビー・スミス (1)                                                             |
| ルーマニア       | 1185     | クサバ・ガル (84)                                             | トゥドレル・ブラトゥ (0)                                                       |
| イタリア         | 1181     | マルティン・カストロジョヴァンニ (113) セルジオ・パリセ (113) | マルセロ・ヴィオリ (2)                                                         |
| ジョージア       | 1148     | ギオルギ・チハイゼ (85)                                       | ギオルギ・プルイゼ (4)                                                         |
| アイルランド     | 1066     | ポール・オコンネル (104)                                      | タイグ・ファーロング (2)                                                       |
| ウェールズ       | 1051     | ゲシン・ジェンキンス (116)                                    | ドミニク・デイ (1) トマス・フランシス (1) ロス・モリアーティ (1)               |
| 日本             | 1016     | 大野均 (94)                                                   | アマナキ・レレィ・マフィ (3)                                                   |
| フランス         | 1002     | ディミトリ・ザルゼウスキ (81)                                 | アレクサンドル・デュムラン (4) ソフィアン・ギトゥーヌ (4) ノア・ナカイタシ (4) |
| アルゼンチン     | 871      | フアン・フェルナンデス・ロベ (64)                             | フアン・パブロ・ソシーノ (2)                                                   |
| ウルグアイ       | 866      | ディエゴ・マグノ (48)                                         | マティアス・ビエル (9)                                                         |
| イングランド     | 784      | ジェームス・ハスケル (60)                                     | ヘンリー・スレイド (1)                                                         |
| スコットランド   | 713      | ショーン・ラモント (97)                                       | ジョシュ・ストラウス (0)                                                       |
| カナダ           | 692      | アーロン・カーペンター (67)                                   | エバン・オルムステッド (5)                                                     |
| フィジー         | 619      | アカプシ・ンゲラ (47)                                         | リー＝ロイ・アタリフォ (2)                                                     |
| アメリカ合衆国   | 567      | ルイス・スタンフィル (55)                                     | ジョー・タウフェテ (0)                                                         |
| トンガ           | 527      | ニリ・ラトゥ (40)                                             | ソセフォ・マアケ (1)                                                           |
| ナミビア         | 505      | ジョニー・レデリンハイズ (47)                                 | ウィアン・コンラディ (1) ダミアン・スティーブンズ (1)                          |
| サモア           | 505      | センスス・ジョンストン (48)                                   | ティム・ナナイ＝ウィリアムズ (1)                                               |

### 過去のW杯経験

#### W杯出場回数
| Player                           | World Cups |
| -------------------------------- | ---------- |
| マウロ・ベルガマスコ             | 4          |
| スカルク・バーガー               | 3          |
| ダン・カーター                   | 3          |
| マルティン・カストロジョヴァンニ | 3          |
| ギオルギ・チハイゼ               | 3          |
| ジェイミー・カドモア             | 3          |
| ダヌトゥ・ディムヴァラザ         | 3          |
| マウリエ・ファーサヴァル         | 3          |
| ゲシン・ジェンキンス             | 3          |
| メラブ・クヴィリカシヴィリ       | 3          |
| アンドレア・マジ                 | 3          |
| ヴィクター・マットフィールド     | 3          |
| リッチー・マコウ                 | 3          |
| ケヴェン・メアラム               | 3          |
| ポール・オコンネル               | 3          |
| セルジオ・パリセ                 | 3          |
| パウリカ・イオン                 | 3          |
| オヴィデュ・トニツァ             | 3          |
| トニー・ウッドコック             | 3          |
| 62 Players                       | 2          |
| 158 Players                      | 1          |
| 380 Players                      | 0          |

#### 通算出場試合数
| Player                           | RWC matches |
| -------------------------------- | ----------- |
| リッチー・マコウ                 | 16          |
| ゲシン・ジェンキンス             | 15          |
| ヴィクター・マットフィールド     | 14          |
| ケヴェン・メアラム               | 14          |
| スカルク・バーガー               | 13          |
| ポール・オコンネル               | 13          |
| マルティン・カストロジョヴァンニ | 12          |
| メラブ・クヴィリカシヴィリ       | 12          |
| フレデリック・ミシャラク         | 12          |
| セルジオ・パリセ                 | 12          |
| ディミトリ・ザルゼウスキ         | 12          |
| オヴィデュ・トニツァ             | 12          |
| オラシオ・アグージャ             | 11          |
| アダム・アシュリー＝クーパー     | 11          |
| マウロ・ベルガマスコ             | 11          |
| ギオルギ・チハイゼ               | 11          |
| ティエリー・デュソトワール       | 11          |
| ブライアン・ハバナ               | 11          |
| フアン・マヌエル・レギサモン     | 11          |
| アンドレア・マジ                 | 11          |
| JP・ピーターセン                 | 11          |
| フーリー・デュプレア             | 11          |
| トニー・ウッドコック             | 11          |
| アラン・ウィン・ジョーンズ       | 11          |